# Rheinfelden AG
| AG ist das Kürzel für den Kanton Aargau in der Schweiz. Es wird verwendet, um Verwechslungen mit anderen Einträgen des Namens Rheinfelden zu vermeiden. |

Rheinfelden (schweizerdeutsch Rhyfälde [ˈɾiːˌfældə]) ist eine Kleinstadt und Einwohnergemeinde in der Schweiz sowie Hauptort des Bezirks Rheinfelden im Kanton Aargau. Das Regionalzentrum der Region Fricktal liegt am Hochrhein an der Grenze zu Deutschland, am östlichen Rand des Ballungsraums von Basel. Rheinfelden ist mit etwas mehr als 13'000 Einwohnern die sechstgrösste Stadt im Aargau. Sie ist wirtschaftlich und gesellschaftlich eng mit der Stadt Rheinfelden (Baden) auf der gegenüberliegenden Rheinseite verbunden, die Ende des 19. Jahrhunderts entstand und seit 1922 den gleichen Namen trägt.
Auf einer Flussinsel entstand im 10. Jahrhundert die Burg Stein, der Sitz der Grafen von Rheinfelden. Aus einem Marktflecken am Südufer des Rheins entwickelte sich im Laufe des 12. Jahrhunderts, während der Herrschaft der Zähringer, eine befestigte Stadt. Die Burg war mehrere Jahrzehnte Hauptwohnsitz der Habsburger, während die Stadt von 1218 bis 1330 sowie ab 1415 reichsfrei war, bis sie schliesslich 1439 dauerhaft unter habsburgische bzw. österreichische Herrschaft geriet. Rheinfelden war direkt von den Auswirkungen des Dreissigjährigen Krieges betroffen und nach der Schlacht bei Rheinfelden von 1638 bis 1650 von schwedischen und französischen Truppen besetzt. 1797 von Frankreich erobert, gelangte die Stadt 1802 zur Schweiz und ist seit 1803 Bezirkshauptort im Kanton Aargau. Seit den 1970er Jahren wuchs die Einwohnerzahl stark an, als die Stadt zu einem Teil der Agglomeration Basel wurde.
Bedeutende Wirtschaftsfaktoren sind die Herstellung von Bier (die hier ansässige Brauerei Feldschlösschen ist die grösste der Schweiz) und der Abbau umfangreicher Salzvorkommen durch die Saline Riburg. Die beim Salzabbau anfallende Sole ermöglichte ab Mitte des 19. Jahrhunderts die Entwicklung Rheinfeldens zu einem Kurort, der sich schrittweise den Erfordernissen des modernen Tourismus anpasste und heute überwiegend auf Therapie und Rehabilitation ausgerichtet ist.

## Geographie
Rheinfelden liegt 17 Kilometer östlich von Basel, im nordwestlichen Zipfel des Kantons Aargau an der Grenze zu Deutschland. Das Stadtgebiet erstreckt sich entlang dem linken Ufer des Hochrheins über eine Länge von rund neun Kilometern, bei einer durchschnittlichen Breite von etwa zweieinhalb Kilometern. Prägend für die Entstehung der Stadt ist das Inseli, eine rund 150 Meter lange und 47 Meter vom linken Ufer entfernt befindliche Insel aus Muschelkalkfelsen. Diese dient gleichzeitig als natürlicher (Zwischen-)Brückenkopf für die Rheinquerung. Im Flussbett verläuft ein steilwandiger Graben, eine tektonische Plattengrenze am äussersten südöstlichen Rand der Oberrheinischen Tiefebene. Der 700 Meter lange Graben beginnt bei einer als Höllhaken bezeichneten Stromschnelle und endet bei der Rheinbrücke im St.-Anna-Loch, einem 32 Meter tiefen Becken mit gefährlichen Strudeln. Von Rheinfelden aus ist der Rhein bis zur Nordsee schiffbar.
Rechts- bzw. linksrheinisch lassen die Ausläufer des zum Südschwarzwald gehörenden Dinkelbergs sowie des Tafeljuras einen mit mächtigen Schotterablagerungen bedeckten Talboden frei, der als Rheinfeld bezeichnet wird. Auf Schweizer Seite ist er am westlichen Stadtrand etwa einen Kilometer breit, weitet sich in östlicher Richtung aus und erreicht bei der Endmoräne von Möhlin eine Breite von über drei Kilometern. Die Altstadt Rheinfeldens befindet sich auf einer Felsterrasse, die zur gleichen Formation wie das Inseli gehört. Im Westen fällt die Terrasse zum Heimendeckenloch ab. Diese im Jahr 1903 weitgehend überdeckte, einst bis zu 14 Meter tiefe Schlucht bildete in prähistorischer Zeit ein Rheinbett, durch das später der von Süden herkommende Magdenerbach floss. Seit der Zeit der Stadtgründung fliesst der Bach östlich an der Altstadt vorbei in den Rhein. In fast ihrer gesamten Breite wird die Altstadt von einer ausgeprägten Hangkante durchzogen, ihr östlichster Teil ist durch künstliche Verfüllung ausnivelliert. Südlich der Altstadt und westlich des Magdenerbaches erhebt sich eine weitere Terrasse, der Kapuzinerberg. Dieser geht in einen Ausläufer des Tafeljuras über, den Berg (419 m ü. M.). Östlich des Baches erhebt sich der Steppberg (373 m ü. M.). Der höchste Punkt liegt auf 419 Metern auf dem Berg, der tiefste auf 270 Metern am Rheinufer.
Die Fläche des Gemeindegebiets beträgt 1602 Hektaren; davon sind 797 Hektaren bewaldet und 406 Hektaren überbaut. Nachbargemeinden in der Schweiz sind Kaiseraugst im Westen, Olsberg im Südwesten, Magden im Süden und Möhlin im Osten. Im Norden grenzt Rheinfelden an die deutsche Schwesterstadt Rheinfelden (Baden), im Nordosten an Schwörstadt.
Das «Inventar Kultur und Natur» Rheinfeldens aus dem Jahr 2008 erfasst 90 geschützte Kultur- und Naturobjekte ausserhalb des Siedlungsgebiets. Darin enthalten sind u. a. 15 Hecken, zehn vielfältige Landschaftsräume, acht Weiher, je sechs Altholzinseln und Feuchtgebiete sowie eine Höhle. Zusätzlich ausgewiesen werden 19 Fundstellen der Reptilienarten Zauneidechse, Mauereidechse und Blindschleiche.

## Klima
Rheinfelden liegt in der gemässigten Klimazone. Bedingt durch verschiedene Faktoren herrscht ein relativ mildes Klima. Die Region Basel ist eine der wärmsten nördlich der Alpen und verzeichnet bis zu 40 Sonnentage mehr als das Schweizer Mittelland. Ein regionales Wetterphänomen ist der Möhlin-Jet, ein Wind, der besonders im Winter dafür sorgt, dass sich in der Rheinebene selten eine geschlossene Nebeldecke bildet.
Auf dem Kapuzinerberg, auf einer Höhe von 300 m ü. M., befindet sich eine Messstation des Bundesamtes für Meteorologie und Klimatologie. Dort beträgt die Jahresmitteltemperatur 8,9 °C. Der kälteste Monat ist der Januar mit durchschnittlich −0,1 °C, der wärmste der Juli mit 18,1 °C. Es gibt durchschnittlich 8,8 Hitzetage über 30 °C und 13,0 Eistage unter 0 °C. Die jährliche Niederschlagsmenge beträgt rund 974 mm, wobei besonders in den drei Sommermonaten aufgrund der Konvektion höhere Mengen gemessen werden als während der übrigen Jahreszeiten. Das Maximum wird im August mit 102 mm erreicht, das Minimum im Oktober mit 66 mm.
|                        | Jan  | Feb  | Mär  | Apr  | Mai  | Jun  | Jul  | Aug  | Sep  | Okt  | Nov  | Dez  |   |       |
| Mittl. Temperatur (°C) | −0,1 | 1,5  | 4,6  | 8,3  | 12,5 | 15,8 | 18,1 | 17,3 | 14,1 | 9,7  | 4,2  | 0,9  | ⌀ | 8,9   |
| Mittl. Tagesmax. (°C)  | 2,9  | 5,5  | 9,9  | 14,5 | 18,9 | 22,0 | 24,7 | 23,9 | 20,6 | 14,6 | 7,7  | 3,8  | ⌀ | 14,1  |
| Mittl. Tagesmin. (°C)  | −3,0 | −1,9 | 0,2  | 3,0  | 7,1  | 10,4 | 12,3 | 11,9 | 9,3  | 5,9  | 1,0  | −1,9 | ⌀ | 4,6   |
|                        |      |      |      |      |      |      |      |      |      |      |      |      |   |       |
| Niederschlag (mm)      | 74   | 68   | 69   | 78   | 97   | 100  | 86   | 102  | 75   | 66   | 78   | 80   | Σ | 973   |
|                        |      |      |      |      |      |      |      |      |      |      |      |      |   |       |
| Regentage (d)          | 12,2 | 10,9 | 12,4 | 12,7 | 13,4 | 11,9 | 10,4 | 11,5 | 9,2  | 8,9  | 11,4 | 11,7 | Σ | 136,6 |
|                        |      |      |      |      |      |      |      |      |      |      |      |      |   |       |
| Luftfeuchtigkeit (%)   | 83   | 79   | 75   | 71   | 72   | 72   | 71   | 74   | 79   | 83   | 84   | 83   | ⌀ | 77,2  |

| −3,0 |

| −1,9 |

| 0,2 |

| 3,0 |

| 7,1 |

| 10,4 |

| 12,3 |

| 11,9 |

| 9,3 |

| 5,9 |

| 1,0 |

| −1,9 |

| −3,0 |

| −1,9 |

| 0,2 |

| 3,0 |

| 7,1 |

| 10,4 |

| 12,3 |

| 11,9 |

| 9,3 |

| 5,9 |

| 1,0 |

| −1,9 |

## Geschichte

### Vor der Stadtgründung
Während der Mittelsteinzeit vor etwa 10'000 Jahren lebten Menschen auf der Eremitage, einem Nagelfluh-Geländerücken nahe der heutigen Autobahn A3. Dort kamen 1930 bei Bauarbeiten eine Freilandstation mit Überresten von Feuerstellen und Tierknochen sowie 17 Artefakte aus Kalkstein und Silex zum Vorschein.

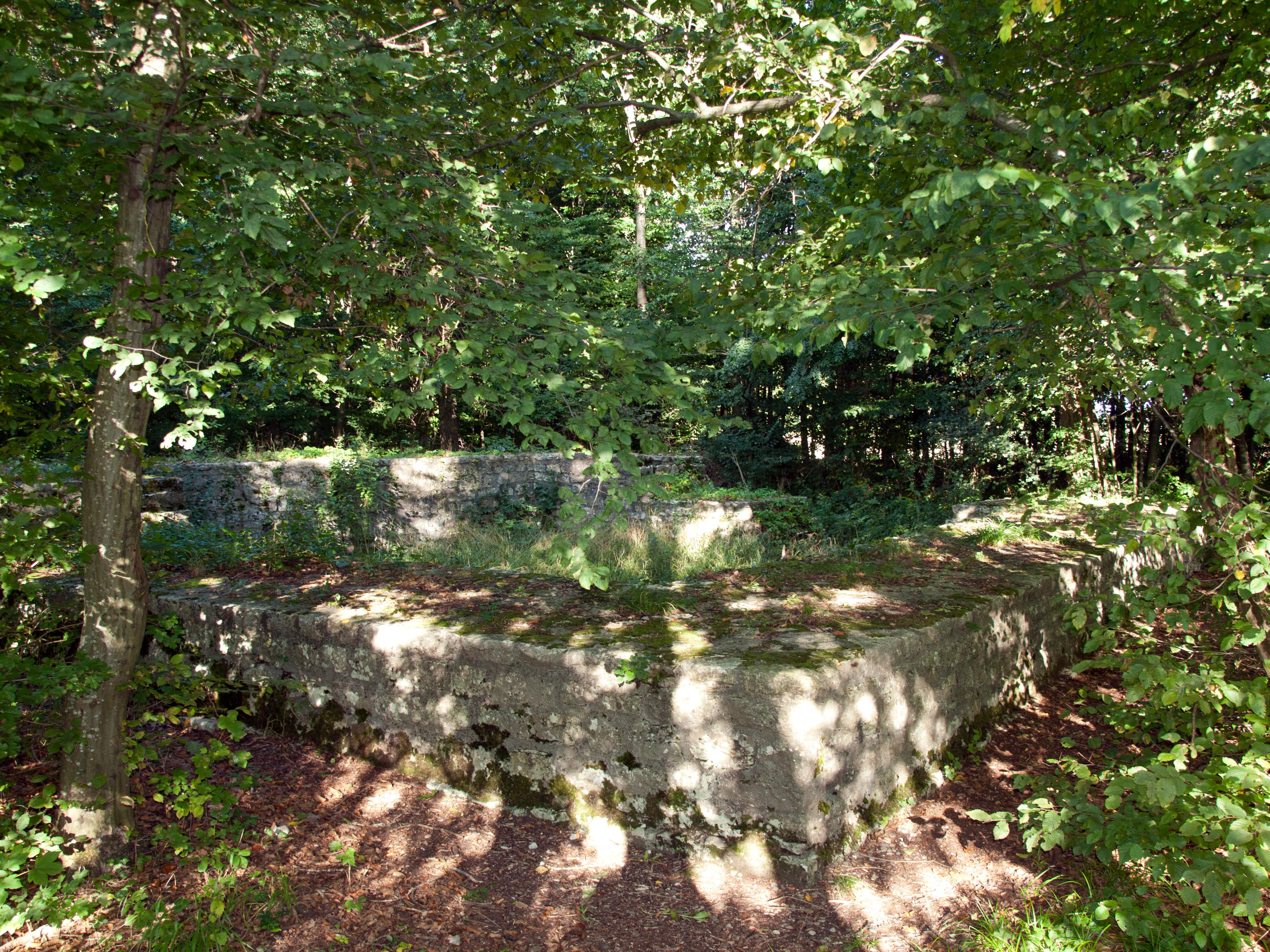
Ruine des römischen Wachtturms im Pferrichgraben

Wenige Kilometer westlich von Rheinfelden entstand um das Jahr 44 v. Chr. Augusta Raurica (Augst), die älteste römische Stadt auf Schweizer Boden. Durch das spätere Stadtgebiet Rheinfeldens verlief eine Römerstrasse ostwärts über den Bözbergpass nach Vindonissa (Windisch). Eine Strassenkreuzung im Bereich des heutigen Gasthofes «Drei Könige» war vermutlich Standort einer Zollstation, die in einem vor 537 kompilierten Verzeichnis als Caistena Cassangita bezeichnet wird und im 8. Jahrhundert beim Geographen von Ravenna erscheint. Dort zweigte ein Weg ins Magdenertal ab, ein weiterer führte zu einer Fähre am Rhein (mit einem Treidelpfad am gegenüberliegenden Ufer zur Überwindung der Stromschnellen). 2001 wurden zwei nach Augusta Raurica führende römische Wasserleitungen freigelegt, im selben Jahr im Augarten Reste einer befestigten Anlage mit Getreidespeicher aus dem 4. Jahrhundert (der bisher einzige Fund einer grösseren aus Holz errichteten Befestigungsanlage aus römischer Zeit in der Schweiz), 2013 ein Ziegelbrennofen. In der Rheinfeldebene, beim Görbelhof, entstand um 260 ein Gutshof. Es sind mindestens zwei Gebäude bekannt, ein Wohnhaus und eine Werkstatt. Um 350 wurde der Gutshof aufgegeben. Im Pferrichgraben, im Heimenholz und vermutlich auf dem Inseli standen im 4. Jahrhundert römische Wachttürme, die einen Teil des Rheinlimes bildeten.

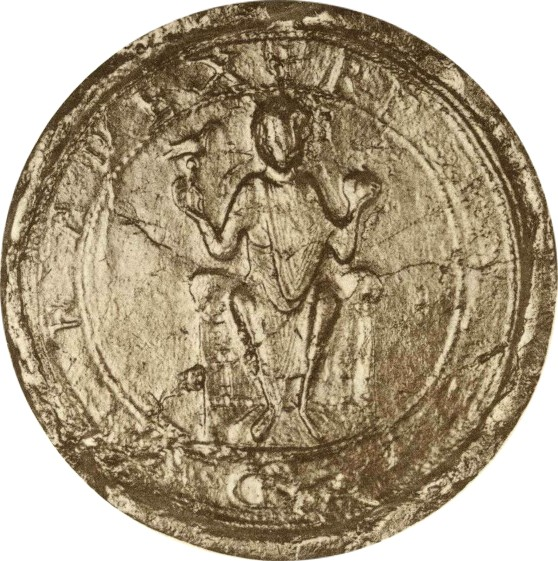
Siegel Rudolfs von Rheinfelden

Im 6. und 7. Jahrhundert siedelten sich die Alamannen an. 851 erfolgte die erste urkundliche Erwähnung des Rifelt. Diese Bezeichnung stammt vom althochdeutschen (ze) Rhinfëldun und bedeutet «bei den Feldern am Rhein», wobei eher von einem Flurnamen statt einem eigentlichen Ortsnamen auszugehen ist. Der Aargau scheint nach 900 dem sich ausweitenden hochburgundischen Reich einverleibt worden zu sein. Rudolf II. gelang es jedoch 919 in der Schlacht bei Winterthur die weitere Expansion zu beenden und 920 Anerkennung als schwäbischer Herzog durch König Heinrich I. zu finden. Der Augstgau, das Gebiet im spitzen Winkel zwischen Rhein und Aare, bildete fortan den nordöstlichsten Zipfel des Königreichs Burgund. 1006 erhielt Heinrich II., König des Ostfrankenreichs und späterer römisch-deutscher Kaiser, das Gebiet vom letzten Burgunderkönig Rudolf III. geschenkt.
Ebenfalls im 10. Jahrhundert liess sich auf der Felsterrasse ein Adelsgeschlecht nieder, das verwandtschaftliche Beziehungen sowohl zum burgundischen Königshaus als auch zu den Saliern hatte. Die rückwirkend so benannten Grafen von Rheinfelden besassen Güter beidseits des Rheins und übernahmen in dieser Zeit des politischen Umbruchs eine wichtige Vermittlerrolle, wodurch sie grossen Einfluss erlangten. Auf dem Inseli errichteten sie die Burg Stein, zusätzlich nahe dem Südufer die «alte Burg», wo sich eine Siedlung zu entwickeln begann. Bekanntester Vertreter des Geschlechts ist Rudolf von Rheinfelden, ab 1057 Herzog von Schwaben und ab 1077 Gegenkönig des römisch-deutschen Reiches. Sein Tod in der Schlacht bei Hohenmölsen im Jahr 1080 verhinderte den Aufstieg Rheinfeldens zu einem königlichen Herrschaftszentrum.

### Zähringische Herrschaft und Reichsstadt
Rudolfs Sohn, Berchtold von Rheinfelden, starb 1090 ohne männliche Nachkommen. Berthold II. von Zähringen, der mit Rudolfs Tochter Agnes von Rheinfelden verheiratet war, trat dessen Erbe an. Die Siedlung bei der «alten Burg» war inzwischen zu einem Marktflecken herangewachsen, um 1100 entstand die erste Saalkirche. Eine Urkunde berichtet von zwei Besuchen des Kreuzzugpredigers Bernhard von Clairvaux im Dezember 1146 und nennt die Burg sowie eine Kirche. Die Zähringer bauten in den folgenden Jahrzehnten die Siedlung kontinuierlich zu einer Stadt aus. In der zweiten Hälfte des 12. Jahrhunderts entstand die Rheinbrücke, in einer Urkunde von 1198 wird Heinricus de Ponte («Heinrich von der Brücke») erwähnt. Die Rheinfelder Brücke ist somit die älteste zwischen Konstanz und Strassburg (und somit auch älter als die Mittlere Brücke in Basel). Etwa um diese Zeit entstand auch eine Stadtmauer. Rheinfelden besass eine wichtige strategische Bedeutung als Bindeglied zwischen den zähringischen Besitzungen im Breisgau und jenen im Raum Bern. Wann genau Rheinfelden das Stadtrecht erhielt, ist nicht bekannt, da zahlreiche Dokumente 1531 beim Brand des Rathauses zerstört wurden. Dies dürfte vor 1212 erfolgt sein (Erwähnung eines Schultheissen), womit Rheinfelden die älteste Stadt im Aargau ist. Das älteste erhaltene, in Rheinfelden selbst erstellte Dokument ist das im Jahr 1290 niedergeschriebene Stadtrecht.
Mit dem Tod von Berthold V. erlosch 1218 das Geschlecht der Zähringer, und Kaiser Friedrich II. sicherte umgehend die Burg Stein für das Reich. Im selben Jahr verlieh er Rheinfelden den Status einer Reichsstadt und kam somit Graf Egino IV. von Urach zuvor, der die Stadt in seinen Besitz bringen wollte. Die Rheinfelder durften ihre inneren Angelegenheiten frei regeln, Bündnisse eingehen und Krieg führen. Nach dem Niedergang der Staufer, während des Interregnums, herrschten ab 1254 vorübergehend die Bischöfe von Basel, bis 1273 der neue römisch-deutsche König Rudolf I. aus dem Hause Habsburg die Reichsunmittelbarkeit wiederherstellte. Er sicherte der Stadt die Blutgerichtsbarkeit zu und gewährte ihren Bürgern das Recht, Lehen zu besitzen. Die Burg Stein war mehrere Jahrzehnte Hauptwohnsitz der Habsburger und Aufbewahrungsort der Reichskleinodien, 1283 erliess Rudolf I. dort die Rheinfelder Hausordnung. 1330 geriet auch die Stadt in den habsburgischen Herrschaftsbereich, als Kaiser Ludwig IV. aus dem Hause Wittelsbach sie an Herzog Otto den Fröhlichen verpfändete.
Die Verwaltung der Stadt lag zunächst in den Händen von Ministerialen. 1331 wurden drei Zünfte zugelassen (später als Zunft zum Bock, Kaufleutenzunft und Zunft zum Gilgenberg bezeichnet). Sie verdrängten die Adligen allmählich aus den Führungsgremien und wählten ab Mitte des 15. Jahrhunderts alle Ratsmitglieder selbst. An der Spitze stand der vom Schultheiss geleitete «Kleine Rat» mit 15 Mitgliedern und weitreichenden Machtbefugnissen. Dieser wurde aus den Reihen des 33-köpfigen «Grossen Rates» gewählt, der Kontrollfunktionen ausübte. Die Bürgergemeinde besass nur wenig Einfluss, mit Ausnahme des Stadtgerichts, das sie zur Hälfte besetzen durfte. Letzter adliger Schultheiss war 1531 Rudolf von Schönau.

### Habsburger und Burgunder

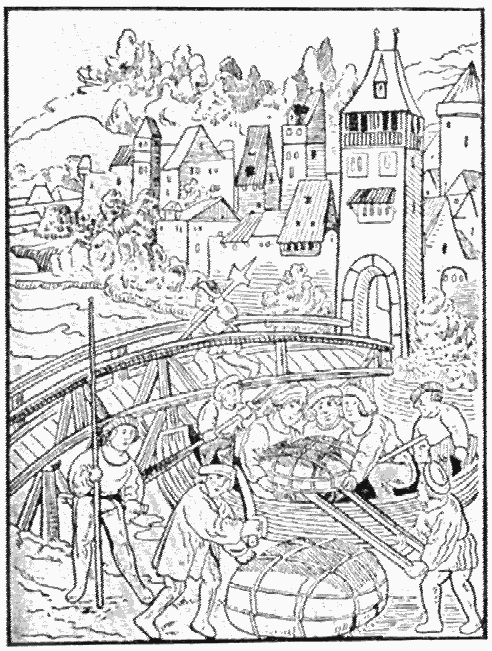
Beladung eines Frachtkahns vor den Toren Rheinfeldens (1484)

Als eine der vier Waldstädte stellte Rheinfelden wiederholt Kontingente in den Habsburgerkriegen gegen die Eidgenossen. Der in Geldnot geratene Herzog Friedrich IV. verpfändete 1405 die Burg an Jakob Zibol, einen reichen Basler Bürger. Die Rheinfelder befürchteten eine militärische Besetzung durch Basel, riefen im Oktober 1409 eine Fehde aus und besetzten die Burg. Am 18. November 1409 unternahmen sie einen Viehraubzug im Waldenburgertal. Bei ihrer Rückkehr gerieten sie in einen Hinterhalt; das Gefecht bei Magden forderte 80 Tote auf Rheinfelder und 26 auf Basler Seite. 1412 schlossen die Städte Frieden. Drei Jahre später fiel Herzog Friedrich IV. beim Konzil von Konstanz in Ungnade, nachdem er Gegenpapst Johannes XXIII. zur Flucht verholfen hatte. Während die Eidgenossen im Namen des Reiches weite Teile des Aargaus eroberten, erklärte König Sigismund Rheinfelden am 17. Juni 1415 erneut zur Reichsstadt. 1418 fasste er Burg und Stadt zu einer Herrschaft zusammen. Die erneute Reichsfreiheit war nur von kurzer Dauer: Der römisch-deutsche König Albrecht II. stellte die Stadt am 13. Juli 1439 wieder unter habsburgische Hoheit.
In den 1440er Jahren wurde Rheinfelden in den Alten Zürichkrieg verwickelt. Da die Habsburger nicht ausreichend Schutz bieten konnten, ging die Stadt am 9. Juni 1445 ein zehnjähriges Bündnis mit Basel ein, was wiederum feindselige Reaktionen habsburgtreuer Adliger hervorrief. Basler Truppen sowie mit ihnen verbündete Berner und Solothurner begannen im August mit der Belagerung der Burg Stein. Nach vier Wochen ergab sich die Besatzung, worauf die Inselburg geplündert und im Februar 1446 geschleift wurde. Am 23. Oktober 1448 nahmen als Pilger verkleidete adlige Krieger (unter dem Kommando von Hans von Rechberg) die Stadt handstreichartig ein und plünderten sie. Anschliessend unternahmen sie von Rheinfelden aus mehrere Raubzüge in der Umgebung, was Basel zu Vergeltungsaktionen provozierte. Das Bündnis der beiden Städte zerbrach; und das stark in Mitleidenschaft gezogene Rheinfelden sah keinen anderen Ausweg, als sich am 8. Juni 1449 den Habsburgern zu unterwerfen. 1467 verpfändete Herzog Siegmund Rheinfelden vorübergehend an Basel, was heftige Proteste hervorrief. Im folgenden Jahr verwüsteten eidgenössische Söldner im Waldshuterkrieg die Region am Hochrhein. Zur Finanzierung der im Friedensvertrag vereinbarten Entschädigung verpfändete Siegmund die gesamten österreichischen Vorlande für 50'000 Gulden an den burgundischen Herzog Karl den Kühnen. Das rücksichtslose Vorgehen von Landvogt Peter von Hagenbach einte die früheren Kriegsparteien gegen die burgundische Herrschaft und war einer der Auslöser der Burgunderkriege. Möglicherweise war ein Rheinfelder Aufgebot 1474 an der Schlacht bei Héricourt beteiligt. Mit dem Tod Karls im Jahr 1477 nahmen die Habsburger die verpfändeten Gebiete erneut in Besitz.
Während des Schwabenkriegs von 1499 nutzten österreichische Truppen Rheinfelden als Operationsbasis. 1501 bewirkte der Beitritt Basels zur Eidgenossenschaft eine deutliche politische und rechtliche Trennung zwischen beiden Städten – eine Entwicklung, die sich 1529 mit der Basler Reformation weiter verstärkte. Während des Rappenkriegs von 1612 versuchten aufständische Bauern vergeblich, die sich betont neutral verhaltende Stadt zu belagern, verwüsteten aber das Umland. Seit der Zeit der burgundischen Herrschaft war Rheinfelden in den Breisgauer Landständen vertreten; darüber hinaus war die Stadt Verwaltungssitz (aber nicht Bestandteil) der Kameralherrschaft Rheinfelden.

### Im Spannungsfeld der Grossmächte

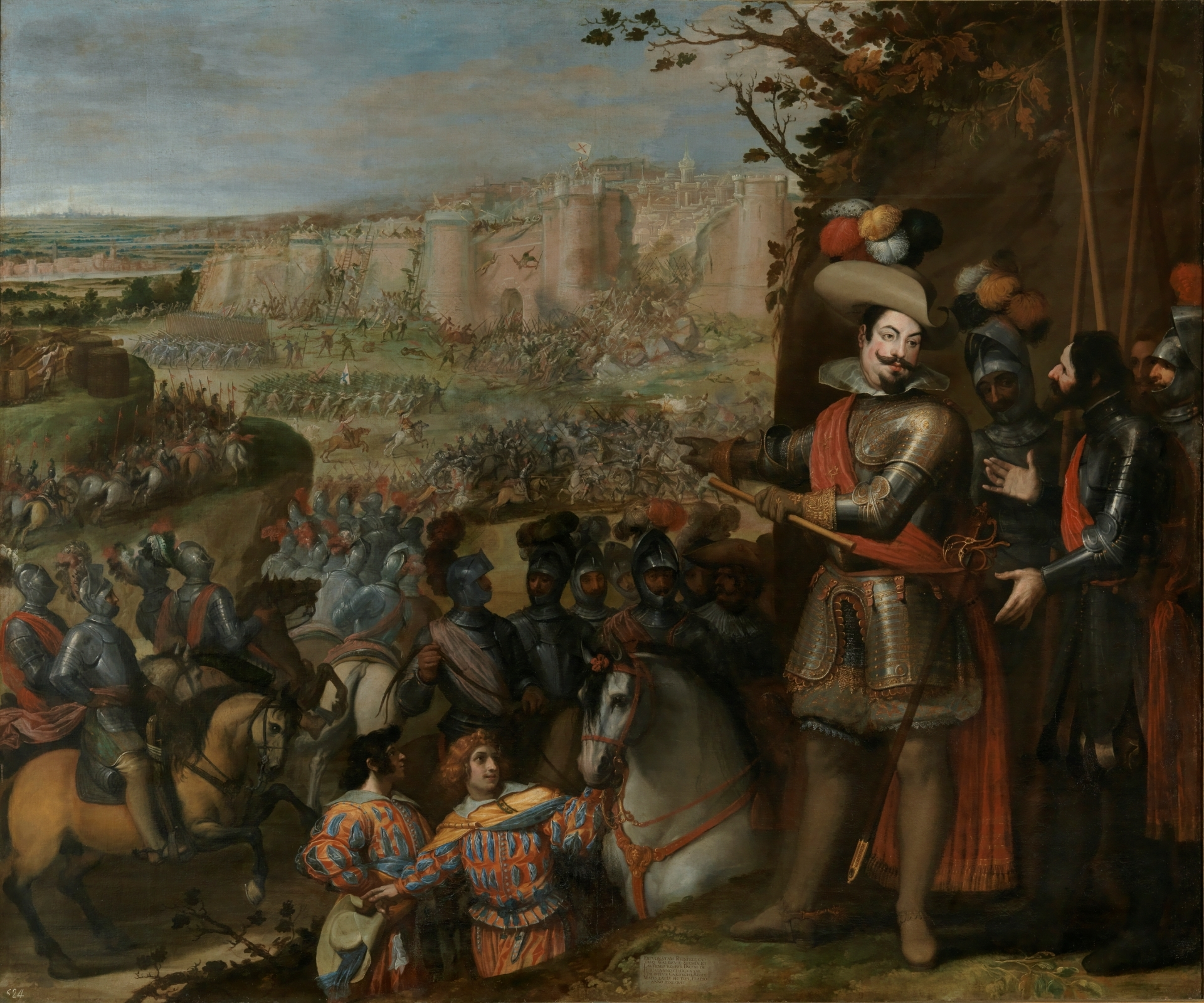
Die Einnahme Rheinfeldens durch den Herzog de Feria, Gemälde von Vicente Carducho (1634)

Rheinfelden war unmittelbar von den Ereignissen des Dreissigjährigen Krieges betroffen, bedingt durch die dem rechten Rheinufer entlang führende Heerstrasse Camino de Suizos und die Rolle als exponierter Vorposten Österreichs. Im September 1632 verwüsteten schwedische Truppen die Umgebung der Stadt. Sie kehrten im folgenden Jahr unter dem Kommando von Rheingraf Otto Ludwig zurück und besetzten Rheinfelden am 15. Juli 1633 nach zehntägiger Belagerung. Spanische Truppen unter Herzog de Feria vertrieben die Schweden und übergaben Rheinfelden am 16. Oktober wieder an Österreich, das die Besatzung verstärkte. Am 27. März 1634 schlossen die Schweden erneut einen Belagerungsring. Nach 21 Wochen blieb Platzkommandant Franz von Mercy am 19. August angesichts des Munitions- und Proviantmangels keine andere Wahl, als zu kapitulieren. Die Schweden verliessen die geplünderte Stadt am 14. September, steckten zahlreiche Gebäude in Brand und zerstörten die Brücke sowie einen Teil der Befestigungsanlagen. Das südlich gelegene, zu Rheinfelden gehörende Dorf Höflingen war derart schwer verwüstet worden, dass es nie wieder aufgebaut wurde.

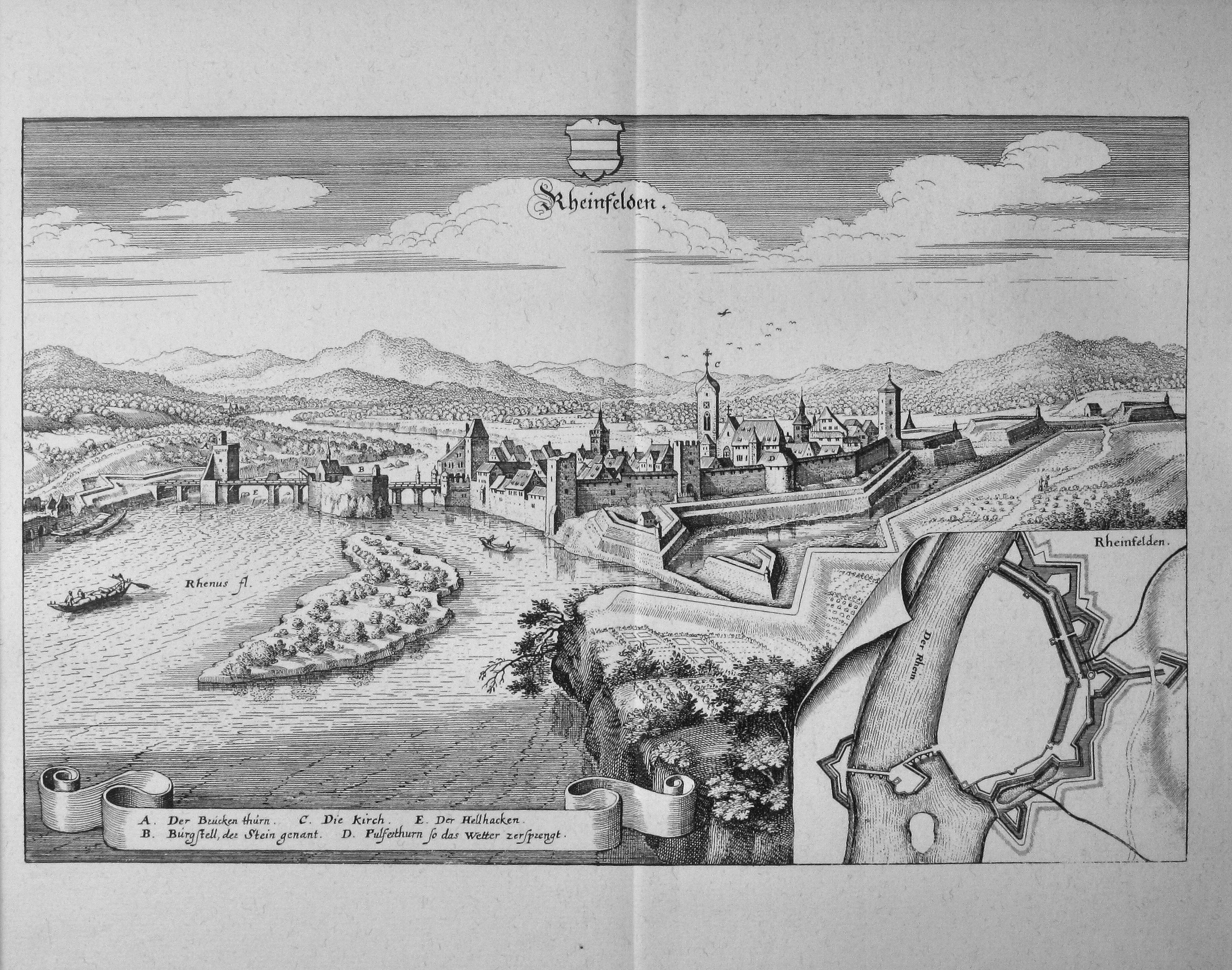
Rheinfelden um 1644, Kupferstich von Matthäus Merian

Vier Jahre später folgte die Doppelschlacht von Rheinfelden. Kurz nach der Einnahme Säckingens begannen schwedisch-protestantische Truppen unter dem Oberbefehl von Bernhard von Sachsen-Weimar am 9. Februar 1638 mit der Belagerung. Am 28. Februar gelang es den zahlenmässig überlegenen kaiserlich-bayerischen Truppen unter Johann von Werth und Federigo Savelli, die Belagerer in die Flucht zu schlagen. Bernhard fügte ihnen jedoch im zweiten Waffengang am 3. März eine schwere Niederlage zu, nachdem er mit seinen Einheiten unerwartet wieder auf dem Kampfplatz am rechten Rheinufer erschienen war. Savelli und von Werth gerieten in Gefangenschaft, die Stadt ergab sich am 25. März. Die Schweden hielten Rheinfelden bis 1647 besetzt und übergaben die Stadt an die Franzosen, die schliesslich im Oktober 1650 abzogen.
Nach der behelfsmässigen Instandstellung der Stadtmauern wurde Rheinfelden in den Holländischen Krieg hineingezogen. Vom 6. bis 18. Juli 1678 beschossen französische Truppen unter François de Créquy unablässig die Stadt, die Einnahme misslang jedoch. Zwischen 1684 und 1692 errichteten die Österreicher eine Artilleriefestung auf der Insel. Weiteren Schutz sollte eine militärische Neutralisierung der Rheingrenze bieten: 1691 verpflichteten sich die Eidgenossen mit Zustimmung Frankreichs dazu, auf kaiserliche Kosten das linksrheinische Fricktal zu besetzen. Rheinfelden blieb dadurch vom Pfälzischen Erbfolgekrieg und vom Spanischen Erbfolgekrieg verschont. Wegen interner Streitigkeiten hielten die Eidgenossen die Neutralisierung ab 1735 nicht länger aufrecht. So stiess im September 1744 während des Österreichischen Erbfolgekriegs ein französisches Heer unter Marschall Belle-Isle an den Hochrhein vor, und Rheinfelden kapitulierte nach kurzer Belagerung. Drei Monate später sprengten die Franzosen die Festung und die Bastionen. Österreich, das 1745 wieder in den Besitz Rheinfeldens gelangte, setzte zwar die Stadtmauern instand, verzichtete aber auf den Wiederaufbau der Festung.
Bereits 1695 hatte Kaiser Leopold I. erwogen, das Fricktal an Solothurn zu verpfänden. Auf einhellige Ablehnung der Bevölkerung stiess 1739 die von Karl VI. vorgeschlagene Verpfändung an Bern oder Basel. Zehn Jahre später lehnte Maria Theresia ein Basler Kaufangebot ab. Die Regierungsreformen der Kaiserin leiteten ab 1750 einen bescheidenen Wiederaufschwung ein. Die neue Stadtverfassung von 1756 verkleinerte die städtische Obrigkeit auf einen «inneren Rat» mit Schultheiss, Stadtschreiber und vier Beisitzern, was den Einfluss der Zünfte stark einschränkte. Mit zahlreichen Erlassen griff die Regierung direkt in das wirtschaftliche und soziale Leben ein. Die zentralistischen Tendenzen verstärkten sich ab 1780 unter ihrem Nachfolger Joseph II. Trotz aller Reformbemühungen galt das Fricktal als Musterbeispiel einer verarmten Gegend: Es gab keinerlei Manufakturen oder Heimindustrie, und viele Rheinfelder waren bei Basler Bürgern verschuldet. Ausserdem liess die Belastung durch hohe Militärausgaben keine Investitionen zu. 1779 musste die Stadt auf eigene Kosten eine Kaserne zur Unterbringung eines Regiments errichten.

### Zugehörigkeit zur Schweiz

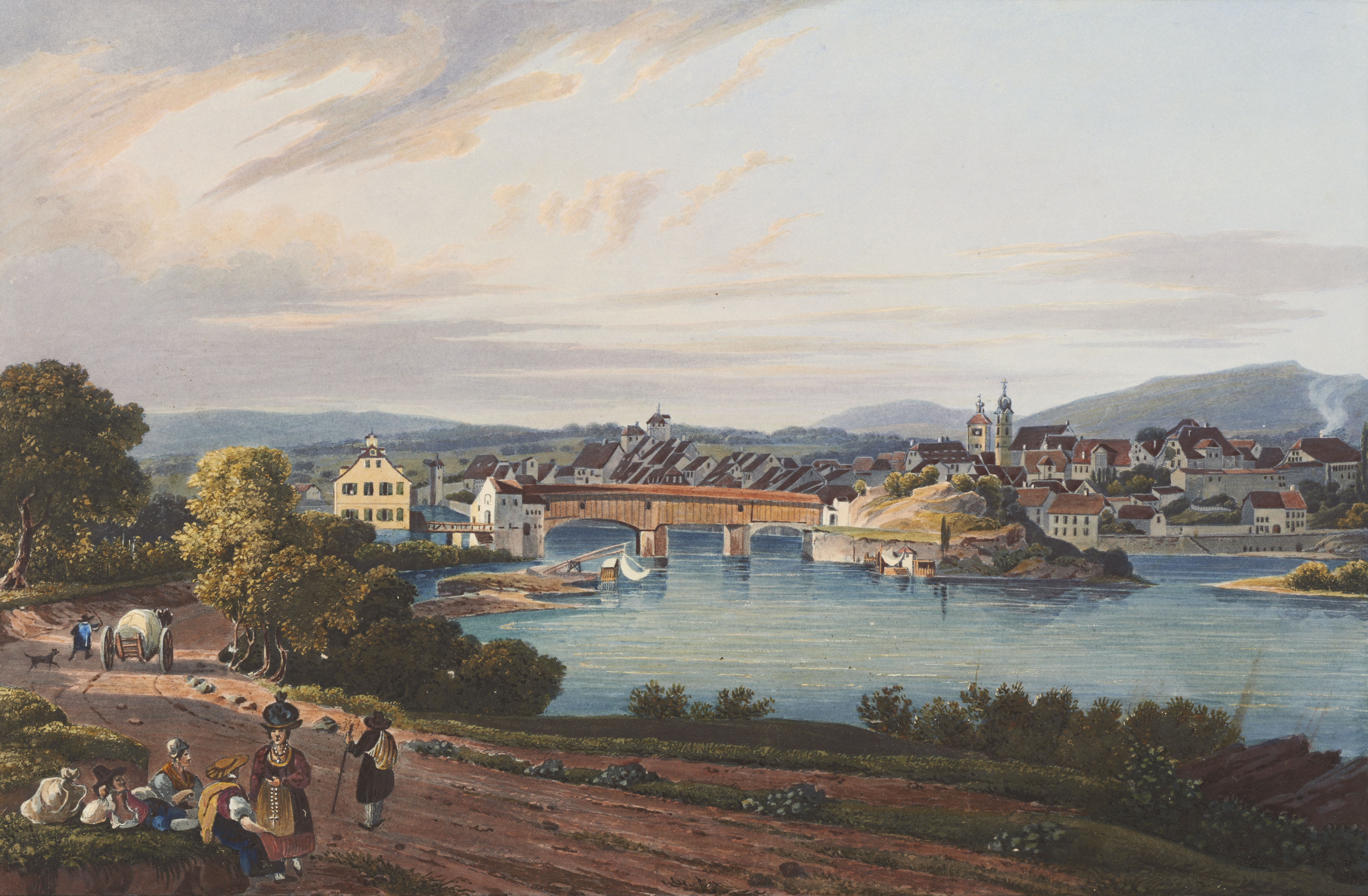
Ansicht von Westen um 1830: Links das deutsche Ufer mit dem Haus Salmegg, in der Mitte die Holzbrücke und das Inseli, dahinter die Altstadt.

Um 1900: Gut zu erkennen in der Mitte die nach dem Brand der Holzbrücke errichtete Notbrücke.

Die Ideen der Französischen Revolution fanden kaum Anklang, nur wenige Agitatoren waren aktiv. Durch den aufgeklärten Absolutismus Maria Theresias und Josephs, der einige soziale Verbesserungen ermöglicht hatte, bestand eine grosse Loyalität der Bevölkerung zu den Herrschenden. Zudem fanden Flüchtlinge, welche die Ereignisse in Frankreich negativ darstellten, in Rheinfelden Zuflucht. Französische Truppen stiessen während des Ersten Koalitionskriegs über den Rhein vor und besetzten am 17. Juni 1796 die Stadt, wurden aber am 24. Oktober vertrieben. Ein geheimer Zusatzartikel des im Oktober 1797 geschlossenen Friedens von Campo Formio sicherte alle linksrheinischen Gebiete Frankreich zu. Das Fricktal war nun ein französisches Protektorat, doch blieben die österreichischen Beamten zunächst vor Ort. Als zwei Jahre später der Zweite Koalitionskrieg ausbrach, besetzten die Franzosen am 1. März 1799 Rheinfelden kampflos. Die Bevölkerung musste Einquartierungen, Requisitionen und Schutzgelder erdulden.
Der Friede von Lunéville bestätigte im Februar 1801 den bestehenden Status. Napoleon Bonaparte plante, das Fricktal der Helvetischen Republik anzugliedern. Ein möglicher Zusammenschluss mit dem Kanton Basel stiess in der Bevölkerung auf deutlichen Widerstand. Schliesslich rief Sebastian Fahrländer im Februar 1802 mit französischer Duldung den Kanton Fricktal aus. Dessen Hauptort war zunächst Laufenburg, nach Fahrländers Absetzung im September desselben Jahres Rheinfelden. Mit dem Erlass der Mediationsakte gelangte das Fricktal am 19. Februar 1803 zur Schweizerischen Eidgenossenschaft, und Rheinfelden wurde Bezirkshauptort im neuen Kanton Aargau. Der Friede von Pressburg im Dezember 1805 beendete die Existenz Vorderösterreichs, und der Rhein bildete fortan die Grenze zum Grossherzogtum Baden. Der wenig bedeutende rechtsrheinische Teil des Stadtgebiets unmittelbar beim nördlichen Brückenkopf ging mit dem Reichsdeputationshauptschluss verloren. Von Dezember 1813 bis Juni 1814 mussten mehrere Tausend österreichische und russische Soldaten einquartiert und verpflegt werden, was erneut eine grosse Belastung darstellte. Die Bevölkerung gewöhnte sich nur langsam an die geänderten Herrschaftsverhältnisse: Im Juni 1814 bereitete sie dem durchreisenden Kaiser Franz I. einen triumphalen Empfang.
Die weiterhin kleinbäuerlich-gewerblich geprägte Stadt stagnierte während der ersten Jahrzehnte der Zugehörigkeit zur Schweiz, nicht zuletzt wegen der neuen Zollgrenze zu Baden. Im Gegensatz zum übrigen Aargau vollzog sich die Ablösung der Zehnten relativ rasch: Unter der Führung der grössten Grundbesitzer konnten bereits 1818 die notwendigen Geldmittel beschafft werden, um sich von den Zehnten an das Chorherrenstift St. Martin und das Stift Olsberg freizukaufen. Die mittelalterliche Ringmauer hatte ihre schützende Funktion inzwischen eingebüsst. Im Verlaufe des 19. Jahrhunderts riss man mehrere Türme ab, beseitigte die letzten Trümmer der zerstörten Inselfestung und durchbrach die Mauer an zahlreichen Stellen.
Während der Badischen Revolution von 1848/49 diente Rheinfelden mehreren prominenten Aufständischen, darunter Theodor Mögling und Fidel Hollinger, als Rückzugsort. Nach dem entscheidenden Gefecht bei Waghäusel flohen im Juni 1849 über 1500 Revolutionäre über die Rheinfelder Brücke in die Schweiz. Nachdem sie zunächst mit der Erstürmung der Brücke gedroht hatten, überredete das Schweizer Militär sie nach Verhandlungen dazu, die Grenze unbewaffnet zu passieren.

### Industrialisierung und Tourismus

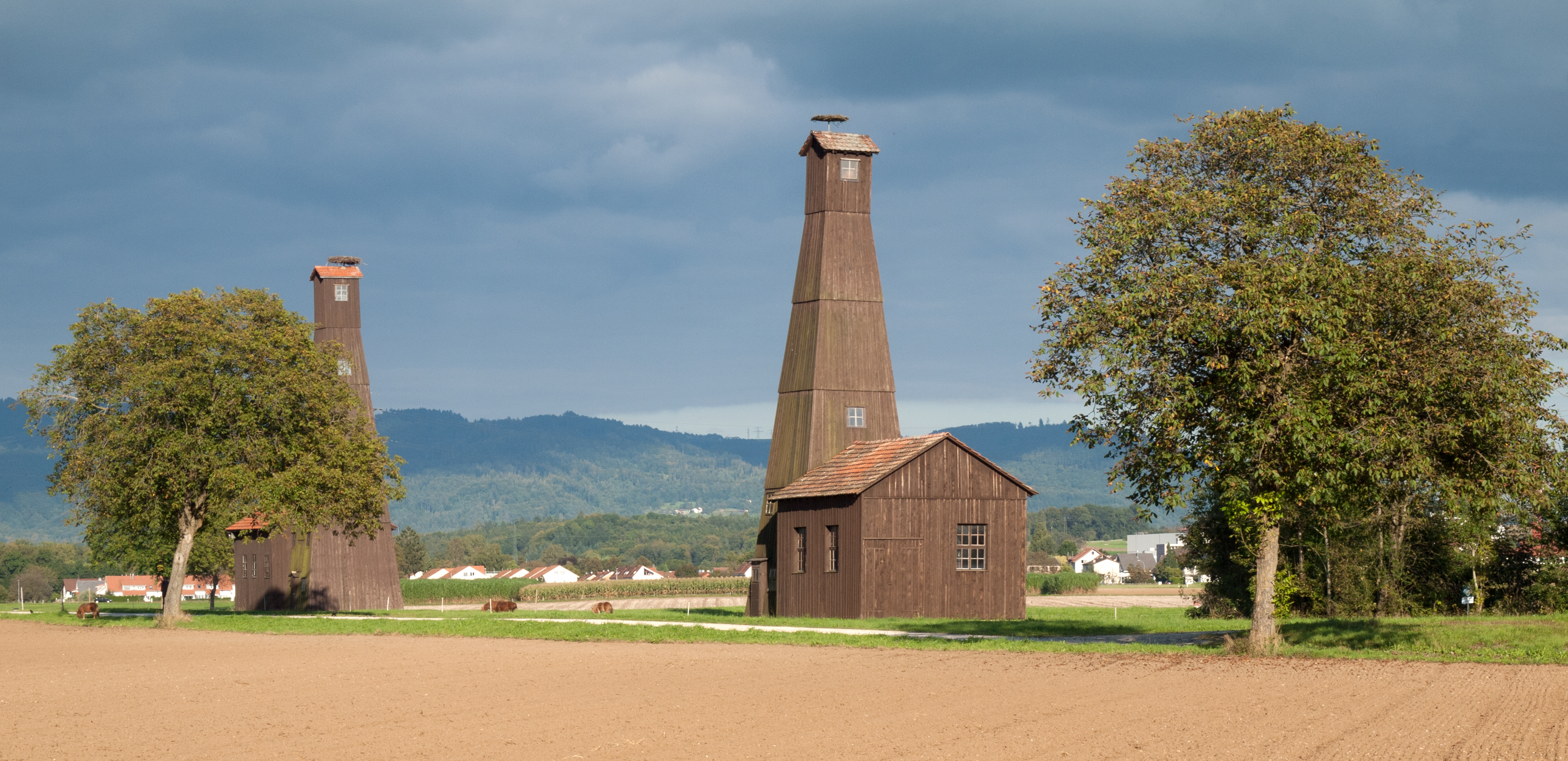
Stillgelegte Salzbohrtürme der Saline Riburg

Die Industrialisierung begann relativ spät. Im Mai 1844 stiess Theophil L’Orsa bei Sondierbohrungen östlich der Stadt auf ertragreiche Salzvorkommen, einen Monat später erhielt er eine Förderkonzession zugesprochen. Dies veranlasste seinen Konkurrenten Johann Urban Kym dazu, bei Riburg (unmittelbar an der Gemeindegrenze zu Möhlin) nach weiteren Salzlagern zu bohren. Kym erhielt ebenfalls eine Konzession, und die Saline Riburg ging Anfang 1848 in Betrieb. 1873 schlossen sich die Salinen in Rheinfelden und Kaiseraugst zu den Schweizerischen Rheinsalinen zusammen, diese wiederum fusionierten 1909 mit der Saline Schweizerhalle zu den heutigen Schweizer Salinen. Die ältere der Rheinfelder Salinen wurde 1942 stillgelegt.
Mit dem Zuzug der Firma Dillemann 1849 entwickelte sich Rheinfelden zu einem Zentrum der Zigarrenherstellung. Insgesamt existierten ein Dutzend Betriebe dieser Branche, wobei die meisten nach kurzer Zeit wieder eingingen. Bis heute von grosser Bedeutung ist die Produktion von Bier. 1799 hatte Franz Joseph Dietschy die Brauerei Salmenbräu gegründet, die in den 1850er Jahren industrielle Produktionsmethoden einführte. Theophil Roniger und Matthias Wüthrich gründeten 1876 die Brauerei Feldschlösschen, die sich zur grössten der Schweiz entwickelte.

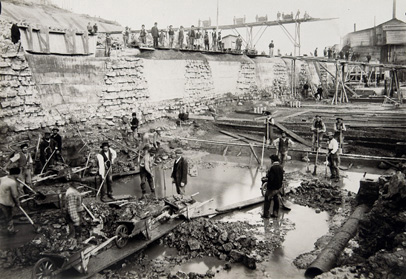
Bauarbeiten am Wasserkraftwerk

Fast gleichzeitig mit dem Abbau der Salzvorkommen begann auch die Nutzung der Sole zu Heilzwecken, als 1845 ein Gastwirt ein Kurbad eröffnete und andere seinem Beispiel folgten. 1864 genehmigte die Kantonsregierung den Bau eines Armenbades, um auch weniger begüterten Bevölkerungsschichten einen Kuraufenthalt zu ermöglichen. Zur Förderung des Badetourismus wurde 1866 ein Kurverein gegründet, der im Laufe der Jahre einen grösser werdenden Einfluss auf die Gemeindepolitik ausübte und zahlreiche Verbesserungen der Infrastruktur durchsetzte. 1882 begann mit der Eröffnung des luxuriösen Grand Hôtel des Salines die erste touristische Blütezeit. Mehrere weitere Hotels wurden errichtet oder umgebaut, um den gehobenen Ansprüchen der internationalen Gäste zu genügen. Rheinfelden gehörte um die Jahrhundertwende zu den bekanntesten Badekurorten Europas und war vor allem bei wohlhabenden französischen und russischen Touristen beliebt. 1897 erfolgte die Eröffnung eines staatlich geförderten Sanatoriums.
Als am 4. Februar 1856 der erste Abschnitt der Hochrheinbahn zwischen Basel Badischer Bahnhof und Bad Säckingen eröffnet wurde, erhielt Rheinfelden indirekt einen Anschluss ans Eisenbahnnetz: Auf der deutschen Seite entstand unweit der Rheinbrücke die Station bei Rheinfelden. 1869 bildete sich ein Komitee für den Bau der Bözbergstrecke von Basel nach Brugg, die Stadt zeichnete Anleihen in der Höhe von 500'000 Franken. Das Gemeinschaftswerk der Centralbahn und der Nordostbahn konnte nach vierjähriger Bauzeit am 2. August 1875 eröffnet werden. Nach zwei Jahrzehnte dauernden Planungen erteilten das Grossherzogtum Baden und der Kanton Aargau 1894 die Konzession für den Bau eines für damalige Verhältnisse immensen Kraftwerks. Ein von der AEG angeführtes Konsortium begann 1895 mit der Errichtung des Wasserkraftwerks Rheinfelden, des ersten grossen Laufwasserkraftwerks Europas. Die Stromproduktion wurde 1898 aufgenommen, im Juni 1899 waren die Arbeiten abgeschlossen. Die Stadt versuchte beim Betreiber KWR (Kraftübertragungswerke Rheinfelden) günstige Konditionen für den Eigenbedarf an elektrischer Energie auszuhandeln. Erst als sie die Durchleitung des Stroms gerichtlich untersagen liess, lenkte die KWR ein und errichtete gratis einen Teil der städtischen Strassenbeleuchtung. Diese wurde im Februar 1899 in Betrieb genommen und ersetzte die seit 1874 bestehende Gasbeleuchtung.

### Grenzlage in den Weltkriegen

Luftansicht (1945)

Das Kraftwerk zog auf deutscher Seite mehrere energieintensive Industriebetriebe an. Innerhalb weniger Jahre entstand die Arbeiterstadt Rheinfelden (Baden), die im völligen Kontrast zum mondänen Kurort am Südufer stand. Zwischen den Schwesterstädten entwickelten sich enge soziale und wirtschaftliche Beziehungen. Während des Ersten Weltkriegs blieb die Zahl der Grenzgänger nach Deutschland weiterhin hoch, sank aber aufgrund der Hyperinflation von 1923 rapide und nahm auch danach weiter ab. Die Industrie im schweizerischen Rheinfelden erwies sich aufgrund ihrer stabilen Struktur als relativ krisenfest, neue Firmengründungen waren aber selten. Kriegsbedingt blieben die internationalen Kurgäste weitgehend aus, an ihre Stelle traten inländische Touristen. Der klassische mehrwöchige Kuraufenthalt geriet aus der Mode, sodass Rheinfelden vermehrt auf Tagungen, Kongresse und sonstige Veranstaltungen setzte.
Nach der Machtergreifung der NSDAP in Deutschland waren die Grenzgänger zunehmend Schikanen ausgesetzt, und die Nationalsozialisten versuchten auch auf Schweizer Seite ihre Ideologie zu verbreiten. Als Reaktion darauf bildete sich entlang der Grenze ein Untergrundnetzwerk, das politisch Verfolgte in die Schweiz brachte und von dort Propagandamaterial über die Grenze schmuggelte. Zu Beginn des Zweiten Weltkriegs brach die Zahl der Touristen ein, da die Schweizer Armee einen grossen Teil der Unterkünfte für sich beanspruchte. Rheinfelden war von den üblichen Massnahmen wie Verdunkelung und Rationierung betroffen. Als im Mai 1940 ein Angriff der Wehrmacht auf die Schweiz nicht ausgeschlossen werden konnte, flohen viele Einwohner vorübergehend ins Landesinnere. Im Rahmen der Anbauschlacht wurden grosse Freiflächen in Äcker umgewandelt, ebenso rodete man einen Teil des Waldes. Zahlreichen Zwangsarbeitern gelang ab 1941 die Flucht in die Schweiz. Allein zwischen dem 21. und 25. April 1945, kurz vor dem Einmarsch französischer Truppen, strömten über 3000 Flüchtlinge über die Brücke. Die Franzosen riegelten die Grenze danach hermetisch ab und öffneten sie erst 1948 wieder.

### Wirtschaftswachstum, zeitweiliger Niedergang des Tourismus

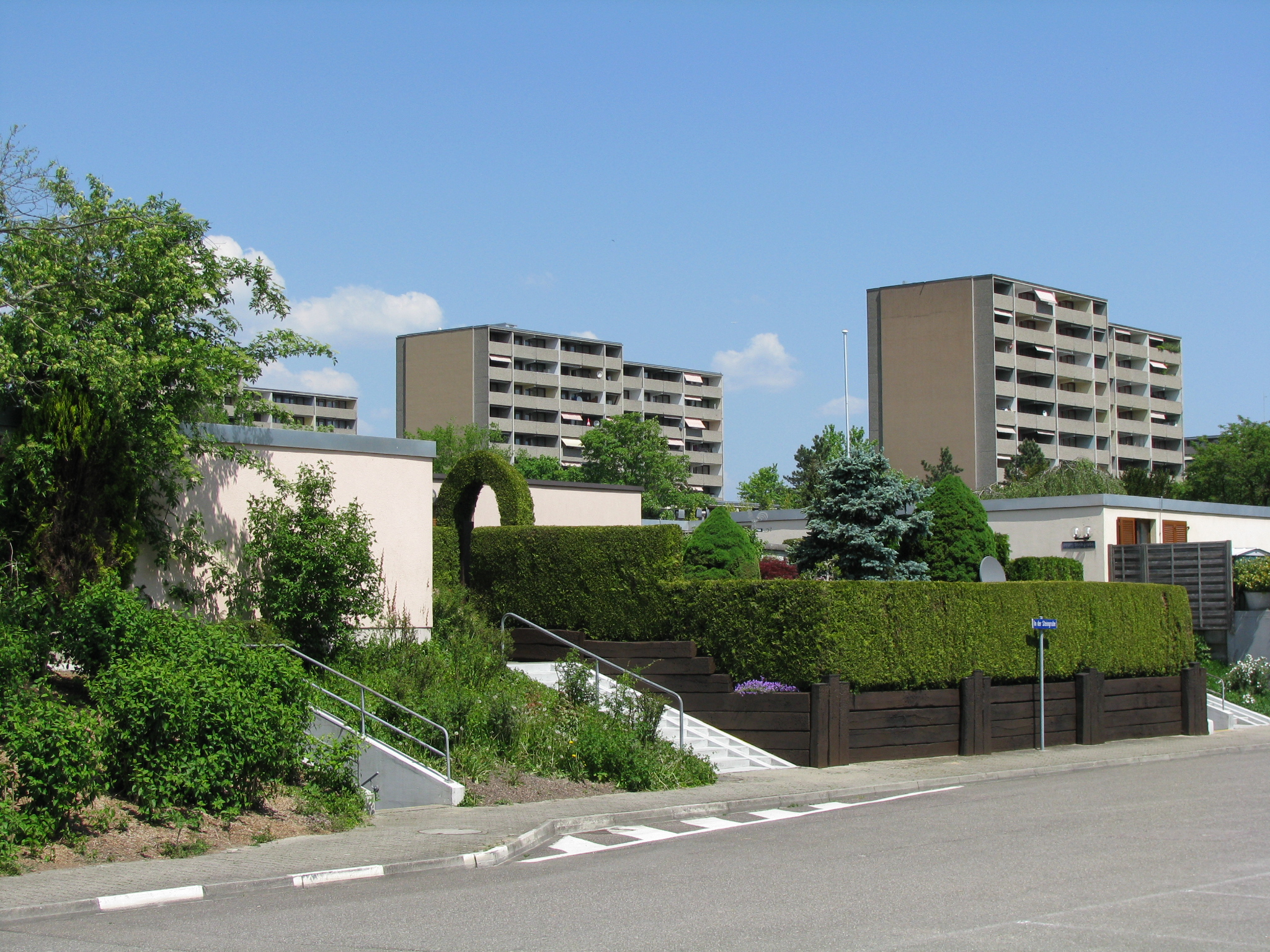
Siedlung Augarten

Die 1950er und insbesondere die 1960er Jahre waren von einem noch nie dagewesenen Wirtschaftswachstum geprägt. Die Basler Chemieindustrie verlagerte ihre Produktionsanlagen ins untere Fricktal, und Rheinfelden wurde zum unumstrittenen Regionalzentrum innerhalb der Agglomeration Basel. Diese Entwicklung verstärkte sich durch den Bau der Autobahn A3, die im Juni 1966 die Stadt und acht Jahre später Frick erreichte. Um dem akuten Wohnraummangel zu begegnen, liess Ciba-Geigy zwischen 1971 und 1976 die Grosswohnsiedlung Augarten für 3000 Einwohner errichten. Währenddessen nahm die Bedeutung des Kurortes weiter ab, was 1963 mit der Schliessung des Grand Hôtel besonders deutlich zum Ausdruck kam. Der Abwärtstrend konnte in den 1970er Jahren durch eine Neuausrichtung Rheinfeldens hin zu einem medizinisch-therapeutischen Gesundheitszentrum und mit dem Ausbau des Freizeit- und Wellnessangebots umgekehrt werden. 1973 wurde das damals grösste Sole-Hallenbad der Schweiz eröffnet, und ab den 1980er Jahren wandelten sich die traditionellen Solbäder zu spezialisierten Kliniken.
Grenzüberschreitende lokalpolitische Beziehungen wurden 1954 wieder aufgenommen, waren aber sogleich Belastungen ausgesetzt, da zunehmende Fluor-Emissionen der Aluminium Rheinfelden Schäden auf Schweizer Seite verursachten. Das Unternehmen scheute die hohen Investitionen für Absorptionsanlagen. Die deutschen Behörden wollten aus Angst vor Arbeitsplatzverlusten nicht tätig werden, so dass es zum «Fluorkrieg» kam: Tausende von Demonstranten zogen am 22. Juli 1958 von Möhlin zur Rheinfelder Brücke und forderten die sofortige Stilllegung aller nichtsanierten Öfen. Weitere Proteste gab es in den 1970er und 1980er Jahren gegen Chlor- bzw. Dioxin-Emissionen. Ab 1971 regte sich erbitterter Widerstand gegen den Bau des Kernkraftwerks Kaiseraugst unmittelbar westlich der Stadtgrenze. Insbesondere befürchteten die Rheinfelder massive negative Auswirkungen auf den Kurbetrieb. Das Projekt wurde schliesslich 1988 aufgegeben. Im selben Jahr war die Konzessionsverlängerung des Wasserkraftwerks nur unter der Bedingung erteilt worden, dass es durch ein neues, leistungsfähigeres Kraftwerk ersetzt wird. Das Neue Wasserkraftwerk Rheinfelden entstand ab 2003 in siebenjähriger Bauzeit, während man das alte Kraftwerk 2011 nach langwierigen Debatten über seinen möglichen Status als Industriedenkmal abriss.

### Religionen

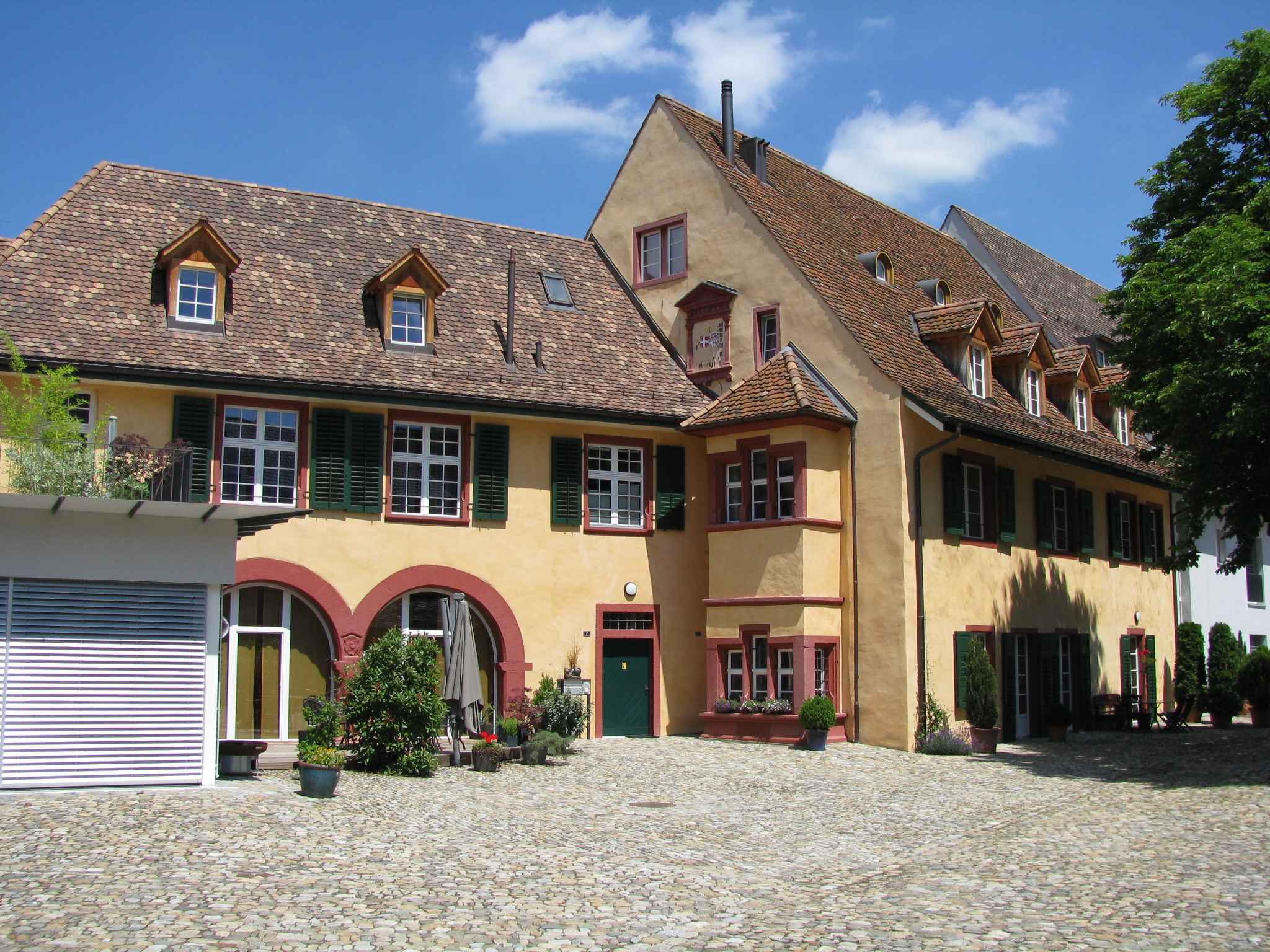
Johanniterkommende

Rheinfelden gehörte zunächst zur Pfarrei Magden, bis die Zähringer die Stadt und die seit dem frühen 11. Jahrhundert bestehende Martinskirche aus dem Pfarrbezirk lösten. 1228 wurde das Chorherrenstift St. Martin gegründet, das ab 1330 unter habsburgischem Schutz stand. Seit 1212 bestand etwas ausserhalb der Stadt die Johanniterkommende Rheinfelden. Wie die Chorherren genossen die Johanniter Steuerfreiheit und waren nicht der städtischen Rechtsordnung unterworfen. Beim Überfall von 1448 wurde die Kommende zerstört und danach innerhalb der Stadtmauern wieder aufgebaut. Von 1349 bis 1510 existierte auch eine Gemeinschaft von Beginen.

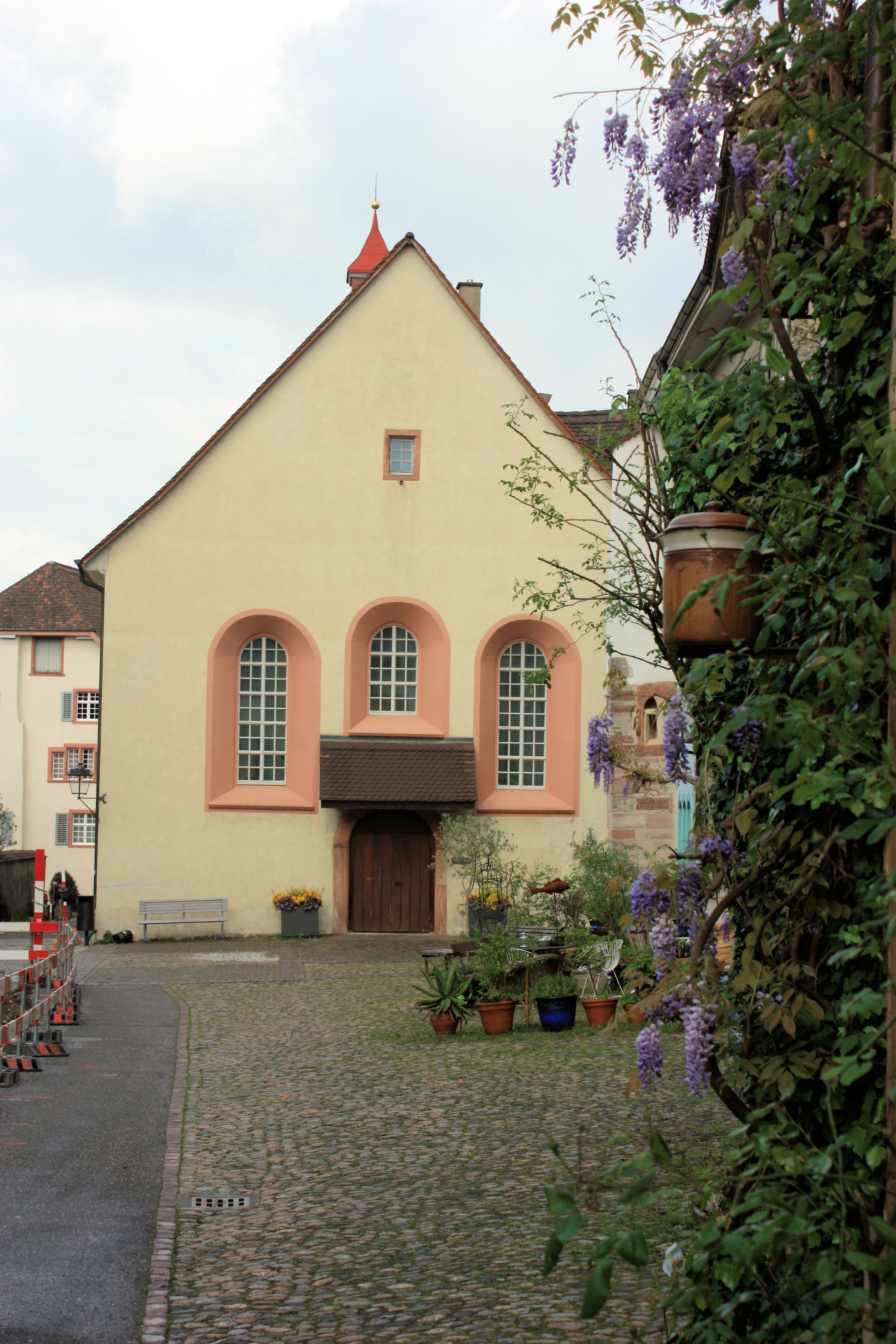
Laienkirche des ehemaligen Kapuzinerklosters

Als Johann Eberlin von Günzburg im Sommer 1523 reformatorisches Gedankengut verbreitete, stiessen seine Ausführungen auf reges Interesse. Während des Bauernkriegs von 1524/25 nahm die Stadt eine vermittelnde Rolle zwischen den österreichischen Herrschern und der aufständischen Landschaft ein. Zwar blieb Rheinfelden wegen der gefestigten österreichischen Machtstellung katholisch, doch verhielten sich die hier wirkenden Geistlichen mehrere Jahrzehnte lang auffallend tolerant gegenüber reformatorischen Neuerungen. Dennoch wurde die kleine protestantische Minderheit entweder rekatholisiert oder siedelte mit der Zeit nach Basel über. Zur Förderung der allgemeinen Frömmigkeit erfolgte 1596 die Gründung des Kapuzinerklosters Rheinfelden.
Von den Verwüstungen des Dreissigjährigen Krieges konnte sich die Kommende nie mehr richtig erholen und verlor an Einfluss. Die Gründung des Kantons Aargau beschleunigte den Niedergang der religiösen Institutionen. Das Kapuzinerkloster wurde 1804 säkularisiert, 1806 auch die Kommende. Durch den Reichsdeputationshauptschluss verlor das Chorherrenstift den grössten Teil seines Besitzes und geriet in eine schwere finanzielle Notlage, aus der es bis zur Auflösung 1870 nicht mehr herausfand. Rheinfelden war in der ersten Hälfte des 19. Jahrhunderts weiterhin überwiegend katholisch, doch die konfessionellen Auseinandersetzungen, die in anderen katholischen Gegenden des Aargaus wiederholt für Aufruhr sorgten, stiessen hier auf ein weitaus geringeres Echo. Der Josephinismus der späten österreichischen Ära wirkte nach, so dass die Bevölkerung gegenüber staatlichen Eingriffen in religiöse Angelegenheiten aufgeschlossener war. Die Stadt galt allgemein als Hochburg des katholischen Liberalismus.
Reformierte durften sich ab 1814 frei niederlassen. 1854 erhielten sie ein eigenes Lokal zur Verfügung gestellt, die Margarethenkapelle des ehemaligen Siechenhauses. 1894/95 entstand die Reformierte Kirche Rheinfelden. Das beim Ersten Vatikanischen Konzil verkündete Dogma der päpstlichen Unfehlbarkeit stiess in Rheinfelden auf einhellige Ablehnung. 1872 bildete sich ein «Verein freisinniger Katholiken», der die meisten Gemeindemitglieder vertrat. Im November 1873 trat die römisch-katholische Kirchgemeinde fast geschlossen zur christkatholischen Bewegung über, am 13. September 1876 wurde in der Martinskirche der erste christkatholische Bischof der Schweiz geweiht. Neun Jahre nach der Spaltung erhielten die verbliebenen Römisch-Katholiken wieder ein eigenes Gotteshaus, die Josefskirche, die 1949/50 neu errichtet wurde. Über die Jahrzehnte nahm der Anteil der Christkatholiken kontinuierlich ab, hauptsächlich aufgrund der starken Zuwanderung aus benachbarten römisch-katholischen und reformierten Gegenden.
Die Einwanderung von Muslimen setzte in den 1960er Jahren ein, zunächst vor allem aus der Türkei, ab den 1990er Jahren auch aus dem Balkan. Der islamische Kulturverein Merkez Camii betreibt eine kleine Moschee mit rund 300 Mitgliedern. Darüber hinaus besteht seit 1996 im badischen Rheinfelden die Alperenler-Moschee.

## Stadtbild und Architektur

### Altstadt

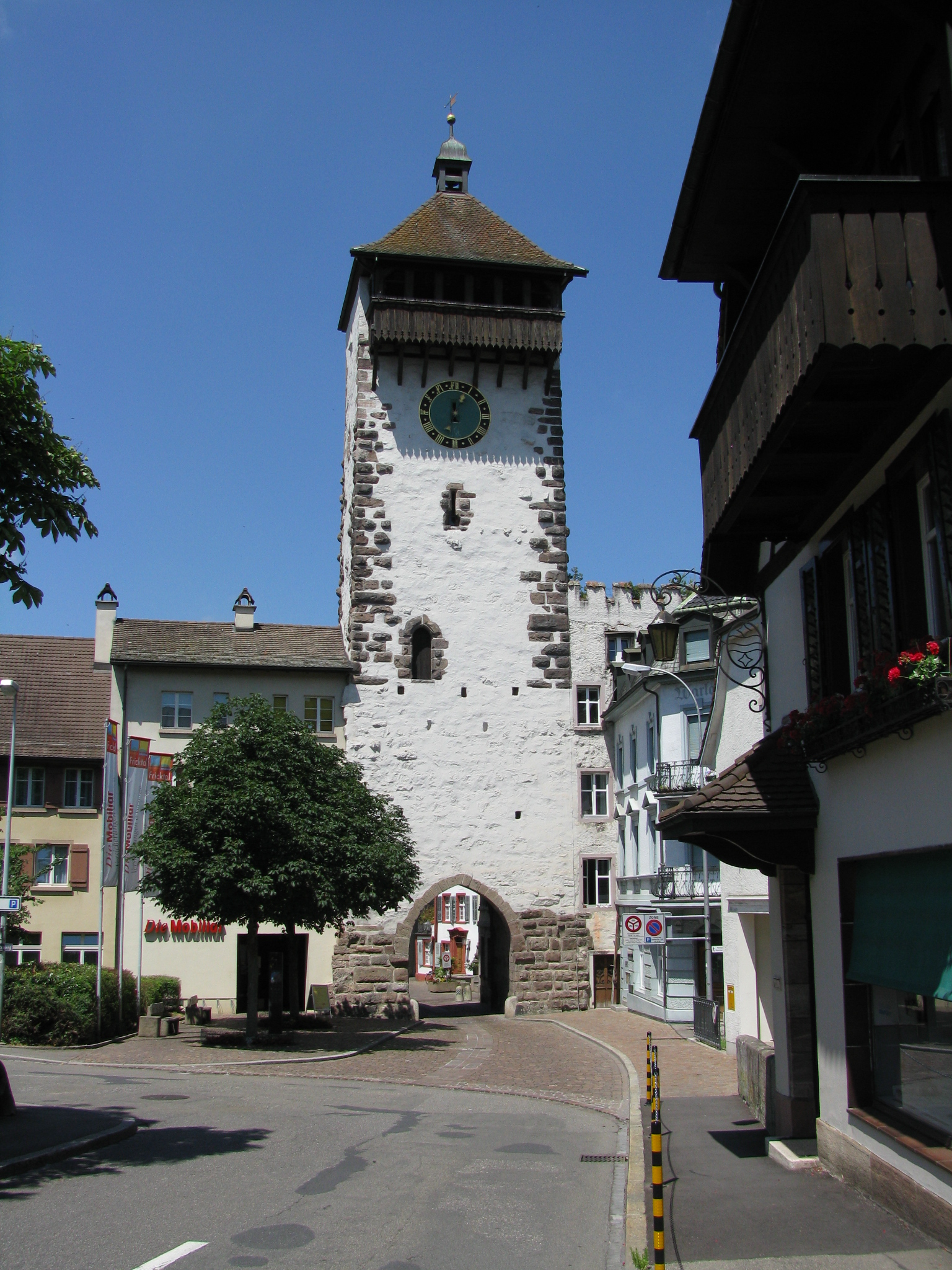
Obertorturm

Die halbkreisförmige Altstadt liegt am Südufer des Rheins und wird im Inventar der schützenswerten Ortsbilder der Schweiz als Ortsbild von nationaler Bedeutung eingestuft. Im Wesentlichen entspricht die Bausubstanz dem Zustand des 17. und 18. Jahrhunderts, mit Bauwerken im spätgotischen, barocken und frühklassizistischen Stil. Der Mauerring der Rheinfelder Stadtbefestigung war einst etwa 730 Meter lang. Davon sind seit Ende des 19. Jahrhunderts noch 330 Meter vorhanden, überwiegend auf der Ostseite entlang dem Magdenerbach, der als natürlicher Stadtgraben diente. Vier Stadttore mit Türmen sind erhalten geblieben: der Messerturm an der nordöstlichen Ecke unmittelbar am Rheinufer (vor dem 15. Jahrhundert errichtet), der Kupfertorturm im Osten (1359/60), der Obertorturm im Südosten (1329/30) und der Wasserturm im Süden (frühes 13. Jahrhundert). Eine Besonderheit des Obertorturms ist die Turmuhr, die seit jeher sieben Minuten zu früh schlägt; da die Tore einst abends verschlossen wurden, blieb den auf den Feldern vor dem Tor arbeitenden Bauern somit genügend Zeit, um in die Stadt zurückzukehren. Ebenfalls Teil der Stadtbefestigung war die Burg Stein auf dem Inseli; weder von ihr noch von der später dort erbauten Artilleriefestung der 1680er Jahre ist etwas erhalten geblieben.

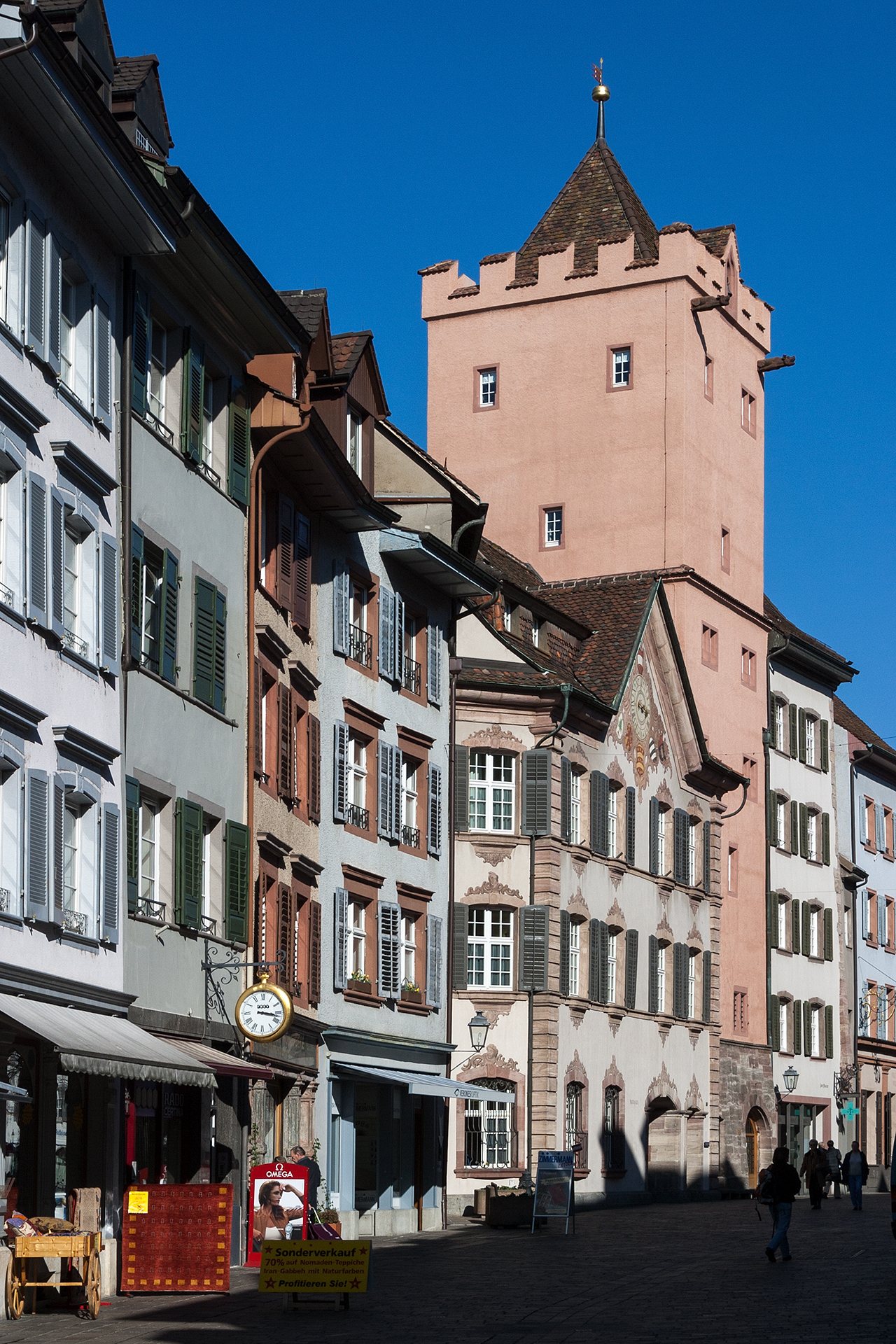
Marktgasse mit Rathausturm

Hauptachse der Altstadt ist die von der Alten Rheinbrücke aus ostwärts parallel zum Rhein verlaufende Marktgasse. Die geschlossenen, durchgehend traufständigen Häuserzeilen verbinden sich zu einem einheitlichen Gesamtbild, wobei Höhe und Lage der Dachfirste bedingt durch die unterschiedlichen Haustiefen voneinander abweichen. Die einzelnen Gebäude sind fast ausnahmslos drei- oder viergeschossig. Durch eine platzartige Ausweitung zusätzlich akzentuiert, ist das an der Nordseite gelegene Rathaus das markanteste Bauwerk an der Marktgasse. Die vierflügelige Anlage, die von einem siebengeschossigen Turm überragt wird, reicht bis in das 14. Jahrhundert zurück. Kunsthistorisch besonders wertvoll ist ein in den 1530er Jahren angefertigter, 15-teiliger Glasgemäldezyklus im Ratssaal. Weitere herausragende Gebäude an der Marktgasse sind das Haus zum Drachen, das Haus zum Meerhafen, das Haus zur Sonne und das Haus zum Salmen. Am östlichen Ende der Marktgasse befindet sich der Albrechtsplatz mit dem Albrechtsbrunnen. Nördlich davon, an der Johannitergasse, ist der in den 1450er Jahren entstandene Gebäudekomplex der ehemaligen Johanniterkommende zu finden, zu dem auch die Johanniterkapelle gehört.

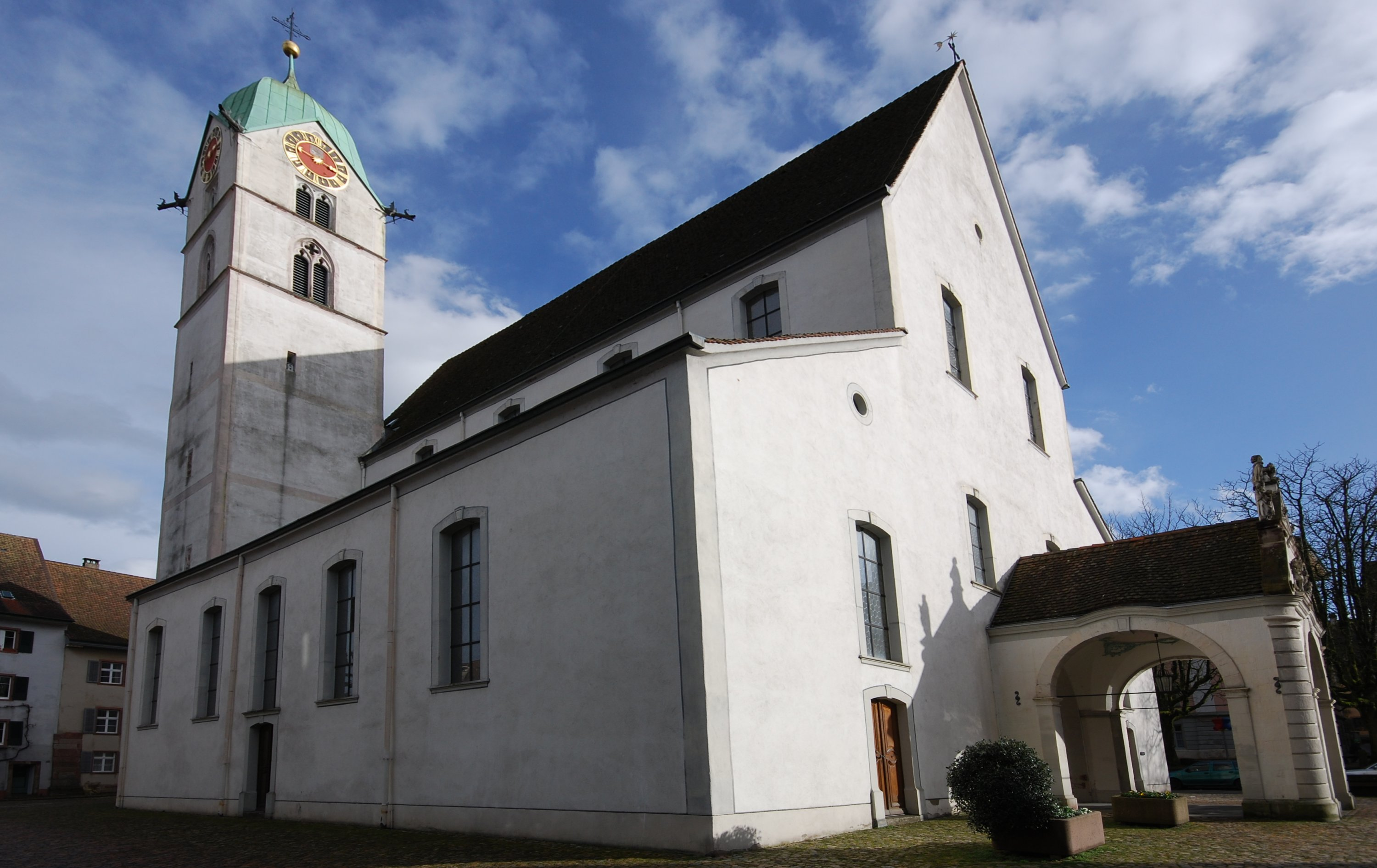
Stadtkirche St. Martin

Wahrzeichen und Mittelpunkt der Altstadt ist die christkatholische Stadtkirche St. Martin. Das zwischen Kirchplatz und Hauptwachplatz gelegene Bauwerk reicht bis ins 11. Jahrhundert zurück. Das heute bestehende Kirchengebäude mit gotischem Äusseren und barocker Ausstattung stammt aus der zweiten Hälfte des 14. Jahrhunderts und wurde anschliessend mehrmals erweitert und umgebaut, zuletzt in den 1770er Jahren. Repräsentative Bauten in der Umgebung der Stadtkirche sind das Spyserhaus, das Haus zum Lustgarten, der Schönauerhof und das Hugenfeldschulhaus. Die beiden letztgenannten waren Adelssitze und stehen auf dem Areal der einstigen «alten Burg» der Grafen von Rheinfelden. Am südlichen Rand der Altstadt befindet sich das ehemalige Kapuzinerkloster, das im frühen 19. Jahrhundert baulich stark verändert wurde; erhalten geblieben ist noch die Aussenhülle des Kirchenschiffs. Neben dem Kloster steht das Commandantenhaus, der einstige Wohnsitz des österreichischen Garnisonskommandanten. Stadtbildprägend im südöstlichen Teil der Altstadt sind das Gasthaus zum Ochsen und der Gasthof zum Goldenen Adler.

### Übriges Stadtgebiet

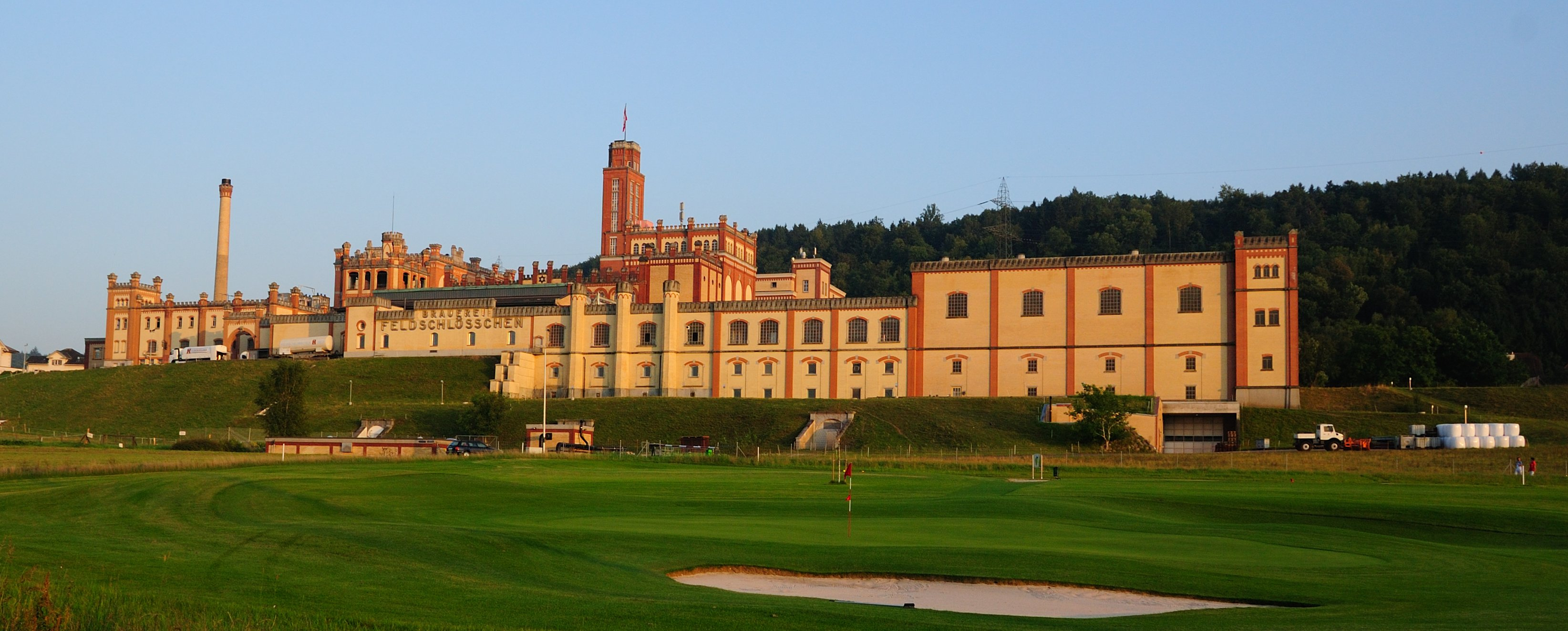
Brauerei Feldschlösschen

Östlich der Altstadt befindet sich der Stadtpark. Dessen südwestlicher Teil bei der 1740 errichteten Gottesackerkapelle wurde bis in die 1920er Jahre als Friedhof genutzt, in der nordöstlichen Ecke steht als industriegeschichtliches Denkmal ein ehemaliger Solebohrturm der Saline Riburg (1908). Der Stadtpark besteht seit 1969, als die öffentliche Hand den westlichen Teil der Parkanlage des Grand Hôtel des Salines erwarb und umgestalten liess. Der am Rheinufer gelegene Hotelkomplex besteht aus drei Teilen, wobei insbesondere der neugotische Westtrakt an die Hochblüte des Badetourismus erinnert. Eine weitere Reminiszenz an diese Ära ist die Kurbrunnenanlage unmittelbar westlich der Altstadt, die gesellschaftlicher Mittelpunkt des Kurlebens war.
Das südlich des Bahnhofs gelegene Hochplateau des Kapuzinerbergs ist seit dem frühen 20. Jahrhundert eine bevorzugte Wohnlage. Aus dieser Zeit sind einzelne Villen im Stil des Historismus und des Neuen Bauens erhalten geblieben. Am südwestlichen Rand des Hochplateaus erstreckt sich das Feldschlösschen-Brauereigelände. Beim zwischen 1892 und 1908 entstandenen Kernbereich der weitläufigen Anlage dominieren mittelalterliche und gotisierende Formen; jüngere Gebäude folgen dem Neoklassizismus und der Neuen Sachlichkeit, entsprechen aber in den Grundzügen weiterhin dem Burgenbaustil. Durch dessen konsequente Anwendung bis in die 1990er Jahre entwickelte sich das «Brauereischloss» zu einem der imposantesten und bedeutendsten Industriedenkmäler der Schweiz.
Der Stadt Rheinfelden wurde am 19. Januar 2016 der Wakkerpreis 2016 verliehen.

## Wappen

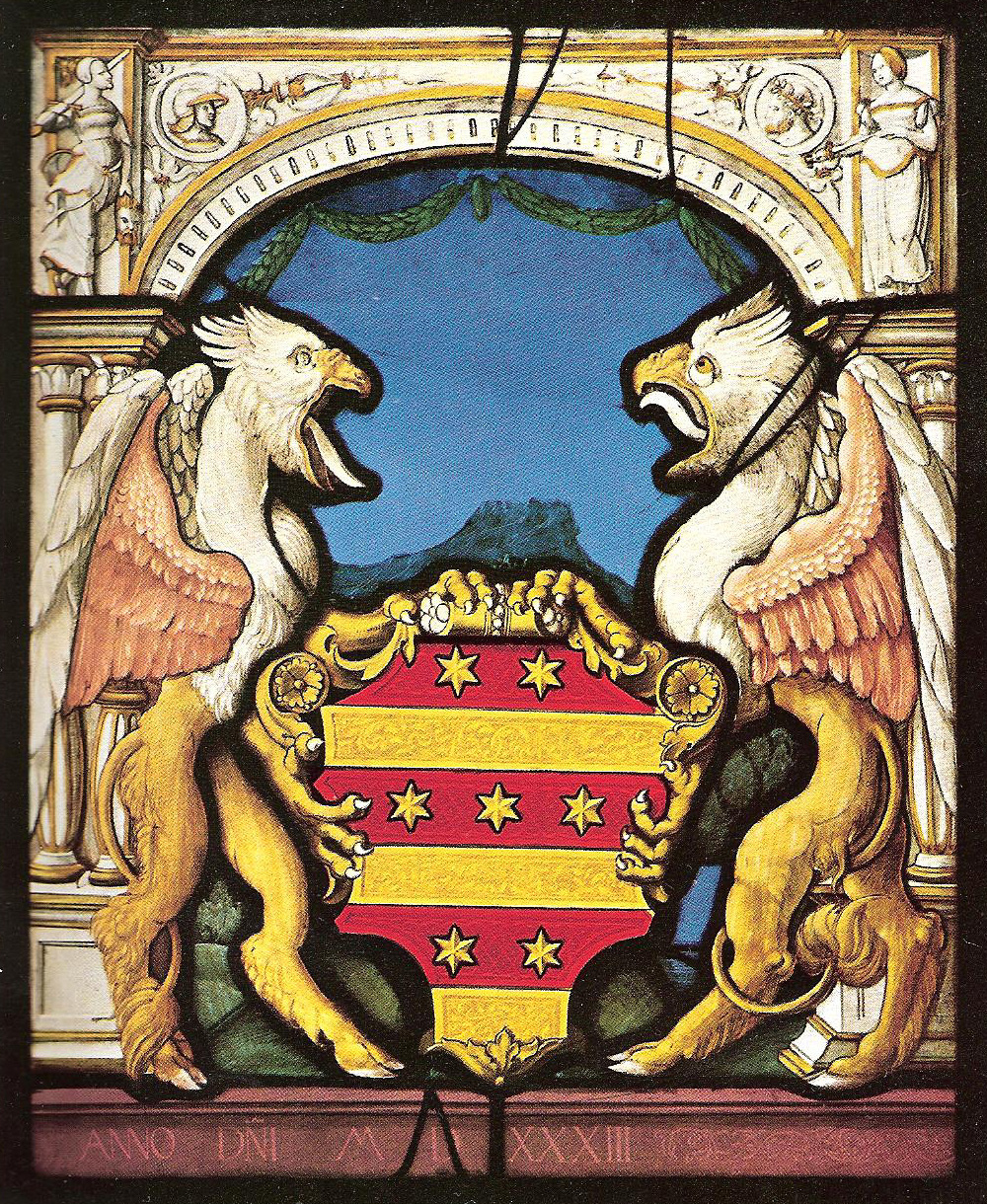
Wappenscheibe mit sieben Sternen (1533)

Die Blasonierung des Gemeindewappens lautet: «Fünfmal geteilt von Gelb und Rot, die roten Plätze belegt mit je drei sechsstrahligen gelben Sternen.»
Das Rheinfelder Stadtwappen basiert auf dem Wappen der Grafen von Rheinfelden aus dem 10. Jahrhundert und erschien erstmals 1236 auf dem Schultheissensiegel. Es bestand damals aus je drei gelben und roten Querbalken. Später kamen die Sterne auf den roten Balken dazu. Ab 1254 waren es sechs, ab 1533 sieben und ab 1599 neun Sterne. Jeder Stern symbolisiert eine Tugend der Stadtbewohner. Dabei handelt es sich um Biederkeit, Ehre, Glaube, Freiheit, Rechtschaffenheit, Regsamkeit, Todesverachtung, Treue und Uneigennützigkeit. Es existierten zahlreiche Varianten nebeneinander; und lange herrschte Unklarheit darüber, welche Farbe zuoberst sei. 1952 legte der Stadtrat Rot fest, änderte dann aber 1985 seine Meinung. Diese Entscheidung ist insofern nachteilig, als die Sterne im untersten Feld zusammengedrückt werden und daher unproportional wirken. Das Bezirkswappen hingegen blieb unverändert und beginnt zuoberst mit Rot.
An der Ortsbürgergemeindeversammlung im Jahr 1944 stellte Ernst Grell den Antrag, als symbolisches Zeichen für die Sterne im Wappen «seien im Walde neun Eichen als unantastbares Wahrzeichen auszuhalten beziehungsweise für alle Zukunft stehen zu lassen». Der damalige Forstverwalter Fritz Wunderlin nahm den Antrag auf und bezeichnete in allen Waldteilen verteilt insgesamt neun Eichen. Sie wurden mit einem roten Stern und fortlaufender Nummer markiert. Die Nummern 1, 4 und 7 mussten inzwischen ersetzt werden, die übrigen sind noch die 1944 ausgewählten Wappenbäume.

## Bevölkerung
Die Einwohnerzahlen entwickelten sich wie folgt:
| Jahr      | 1650 | 1788 | 1850 | 1900 | 1930 | 1950 | 1960 | 1970 | 1980 | 1990 | 2000   | 2010   | 2020   | 2023   |
| Einwohner | 900  | 1226 | 1910 | 3349 | 3827 | 4550 | 5197 | 6866 | 9456 | 9761 | 10'673 | 11'960 | 13'551 | 13'854 |

Am 31. Dezember 2023 lebten 13'854 Menschen in Rheinfelden, der Ausländeranteil betrug 34,4 % und lag damit deutlich über dem kantonalen Durchschnitt von 23,8 %. Gemäss der Volkszählung vom 5. Dezember 2000 stammten von den damals 2736 Einwohnern mit ausländischer Staatsbürgerschaft 19,8 % aus Italien, 14,8 % aus Deutschland, je 12,9 % aus der Bundesrepublik Jugoslawien und der Türkei, 4,7 % aus Portugal, 4,5 % aus Mazedonien, je 3,7 % aus Bosnien und Herzegowina und Spanien, 2,1 % aus Österreich und 1,6 % aus Grossbritannien. Von den Befragten gaben 82,9 % Deutsch als ihre Hauptsprache an, 3,8 % Italienisch, 2,0 % Serbokroatisch, je 1,9 % Albanisch und Türkisch, 1,3 % Französisch, je 1,1 % Englisch und Portugiesisch sowie 0,8 % Spanisch. Bei der Volkszählung 2015 bezeichneten sich 27,5 % als römisch-katholisch, 21,8 % als reformiert und 1,7 % als christkatholisch; 49,0 % waren konfessionslos oder gehörten anderen Glaubensrichtungen an.

## Politik und Recht

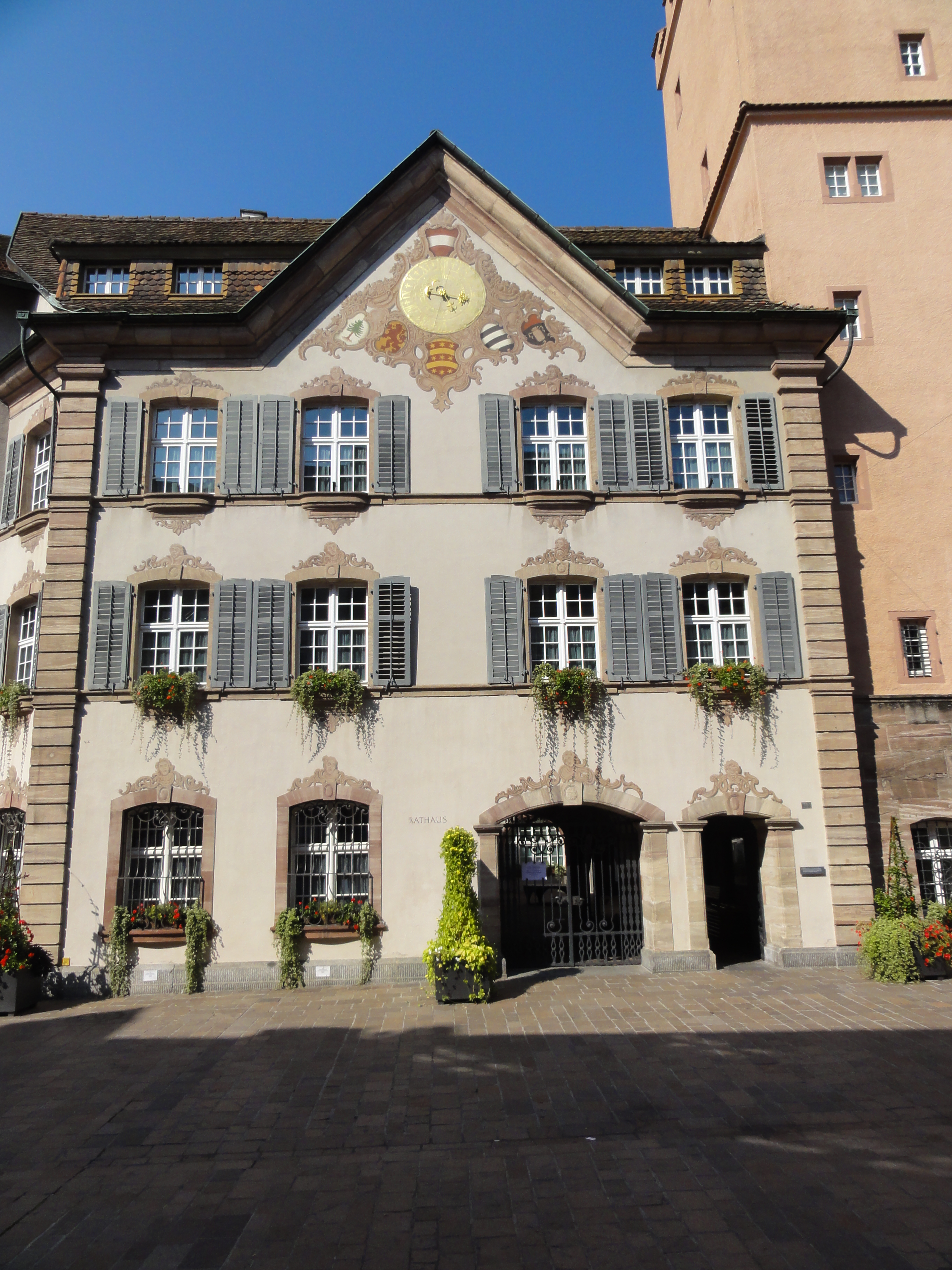
Rathaus

Die politische Gemeinde (im Kanton Aargau Einwohnergemeinde genannt) nimmt sämtliche kommunalen Aufgaben wahr, die nicht durch übergeordnetes Recht zum Wirkungskreis eines anderen Gemeindetyps (beispielsweise die Kirchgemeinden der Landeskirchen) erklärt worden sind. Die Versammlung der Stimmberechtigten, die zweimal jährlich stattfindende Gemeindeversammlung, übt die legislative Gewalt aus. Rheinfelden ist die grösste Gemeinde des Kantons, die keinen Einwohnerrat besitzt. Seine Einführung wurde dreimal in Volksabstimmungen abgelehnt (1974, 1998 und 2014).
Ausführende Behörde ist der fünfköpfige Stadtrat. Er wird im Majorzverfahren vom Volk gewählt, seine Amtsdauer beträgt vier Jahre. Der Stadtrat führt und repräsentiert die Einwohnergemeinde. Dazu vollzieht er die Beschlüsse der Gemeindeversammlung und die Aufgaben, die ihm vom Kanton zugeteilt wurden. Die Sitzungen finden im Rathaus statt. Als Vorsteher der Exekutive übt der Stadtammann seine Tätigkeiten im Vollamt aus, die übrigen Stadträte im Nebenamt.
Die fünf Stadträte der Amtsperiode 2022–2025 sind:
- Franco Mazzi (FDP), Stadtammann
- Walter Jucker (SVP), Vizeammann
- Dominik Burkhardt (GLP)
- Claudia Rohrer (SP)
- Susanna Schlittler (FDP)

Der Ortsbürgergemeinde gehören jene Einwohner an, die das Bürgerrecht von Rheinfelden besitzen. Ihre Hauptaufgabe ist die Verwaltung des Ortsbürgervermögens, dessen Ursprung in den Bürgergütern liegt, die aus der Zeit des Ancien Régime übernommen wurden. Beispielsweise ist die Ortsbürgergemeinde im Besitz sämtlicher Waldflächen auf Stadtgebiet; hinzu kommen Erträge aus dem Verkauf von Kies und der Vermietung verschiedener Liegenschaften. Legislative ist die Ortsbürgerversammlung, Exekutive der Stadtrat der Einwohnergemeinde (dem auch Nicht-Ortsbürger angehören).
Für Rechtsstreitigkeiten ist in erster Instanz das Bezirksgericht Rheinfelden zuständig. Rheinfelden ist Sitz des Friedensrichterkreises XIV, der den ganzen Bezirk umfasst. Darüber hinaus ist die Stadt seit 2011 Sitz der regionalen Staatsanwaltschaft der Bezirke Rheinfelden und Laufenburg.
Bei den Schweizer Parlamentswahlen 2023 betrugen die Wähleranteile in Rheinfelden: SVP 24,9 %, SP 23,9 %, FDP 14,0 %, Die Mitte 11,9 %, glp 10,7 %, Grüne 8,7 %, EVP 2,1 %, EDU 1,2 %, PdA 0,1 %.

## Wirtschaft
Gemäss der im Jahr 2015 erhobenen Statistik der Unternehmensstruktur (STATENT) gibt es in Rheinfelden rund 7700 Arbeitsplätze. Davon sind 0,2 % in der Landwirtschaft, 17,0 % in der Industrie und 82,8 % im Dienstleistungssektor. Als Zentrum einer Subagglomeration innerhalb der Metropolregion Basel weist Rheinfelden starke Pendlerströme auf. Das Verhältnis der Zu- und Wegpendler ist – im Gegensatz zu zahlreichen Gemeinden in der Region mit einer eindeutig feststellbaren Ausrichtung der erwerbstätigen Bevölkerung auf die Zentren – bedeutend ausgeglichener. Gemäss der Volkszählung 2000 pendelten 2807 Personen hierhin, während 3453 Personen andernorts einer Beschäftigung nachgingen (überwiegend in Basel und Umgebung).

### Industrie

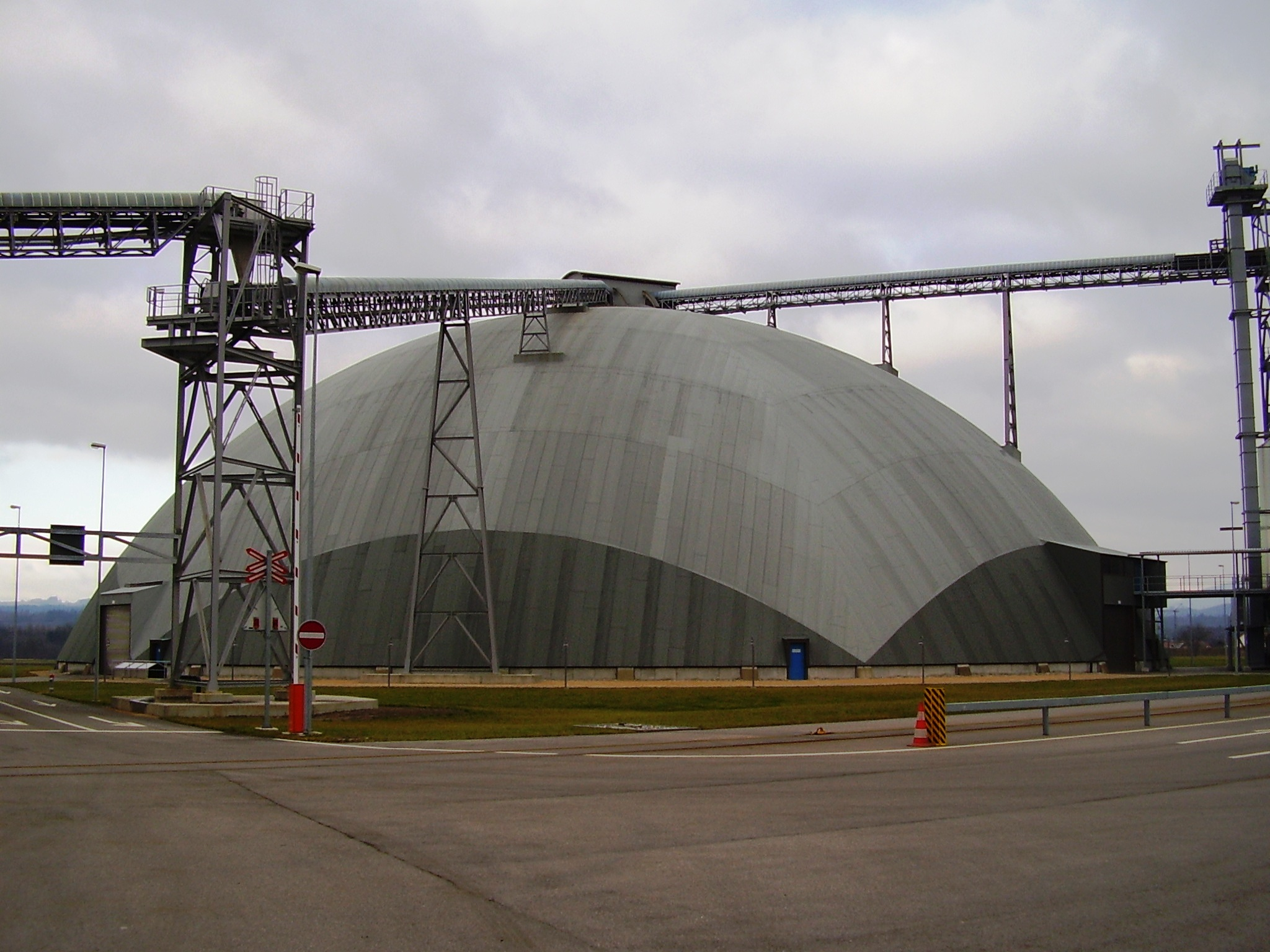
Saldome

Bekannt ist Rheinfelden insbesondere als Standort der grössten Brauerei des Landes. Sie gehört zum Unternehmen Feldschlösschen Getränke, dem grössten Getränkehändler der Schweiz. Hier ist rund ein Drittel der gesamten Bierproduktion der Schweiz konzentriert. Seit 2000 ist Feldschlösschen eine Tochtergesellschaft des dänischen Carlsberg-Konzerns.

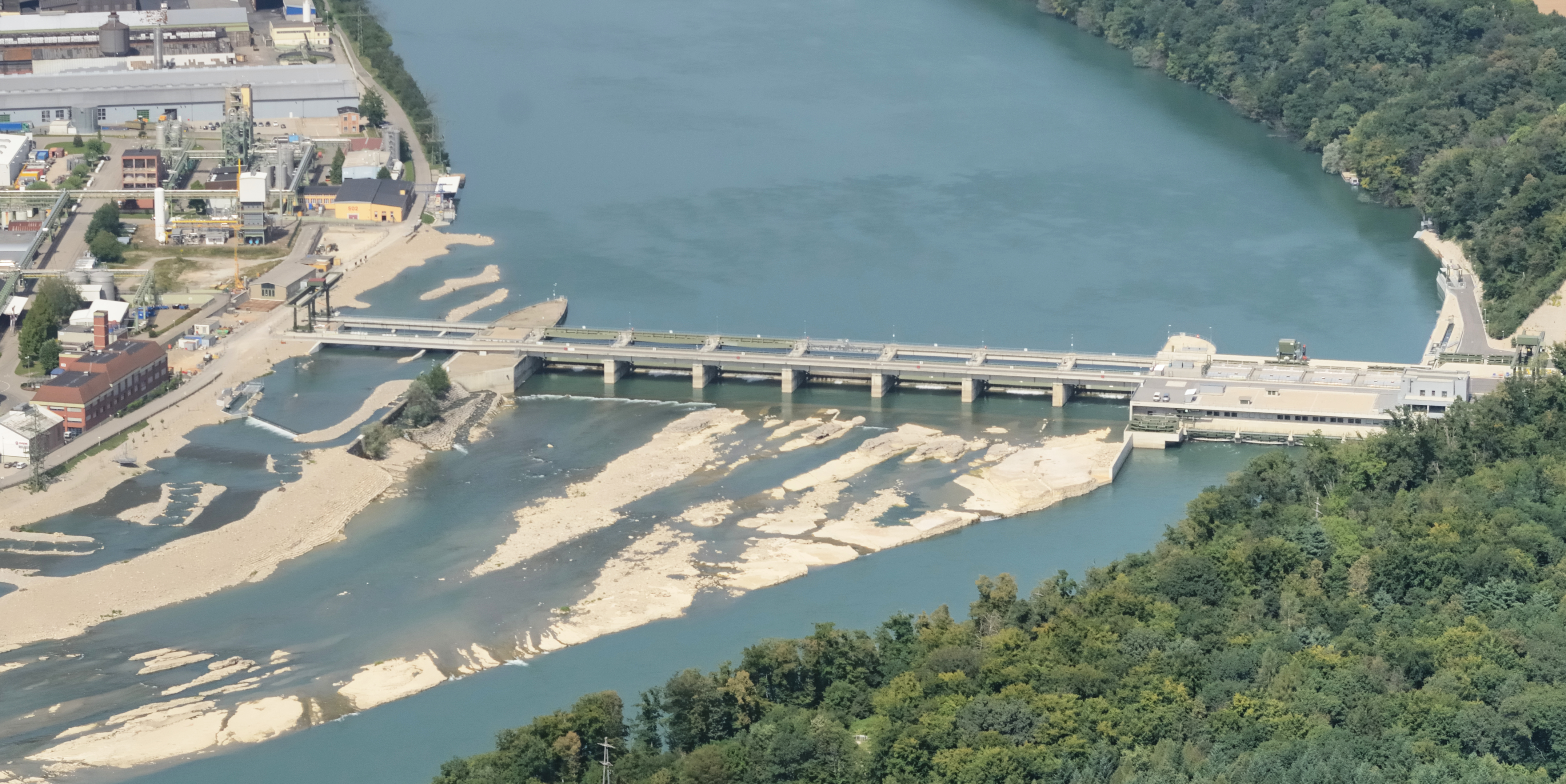
Neues Wasserkraftwerk Rheinfelden

An der Gemeindegrenze zu Möhlin, rund zwei Kilometer östlich der Altstadt und durch einen breiten Waldgürtel vom übrigen Siedlungsgebiet Rheinfeldens getrennt, befindet sich die Saline Riburg des Unternehmens Schweizer Salinen, in der insbesondere Auftau- und Gewerbesalz produziert wird. Die stündliche Produktionsmenge beträgt bis zu 50 Tonnen. Wahrzeichen des Betriebs sind zwei kuppelförmige Lagerhallen namens Saldome. In den beiden grössten Kuppelbauten der Schweiz können 80'000 bzw. 100'000 Tonnen Salz gelagert werden. Ein weiteres wichtiges Unternehmen ist die Josef Meyer Rail AG, die auf Instandsetzung von Güterwaggons und Fabrikation von Schweissbaugruppen spezialisiert ist. Das 2010 in Betrieb genommene Neue Wasserkraftwerk Rheinfelden erzeugt bei einer installierten Leistung von 100 MW jährlich 600 Millionen Kilowattstunden elektrische Energie; Betreiberin ist die Energiedienst Holding.
Um die Jahrtausendwende erlebte die Industrie Rheinfeldens einen bedeutenden Strukturwandel. Die Brauerei Salmenbräu, 1971 in der Sibra-Holding (später Cardinal) aufgegangen, wurde 1991 von Feldschlösschen übernommen. Diese nutzte die Salmenbräu-Anlage zunächst zur Produktion von alkoholfreiem Bier weiter, bis sie die Brauerei 2002 endgültig stilllegte. Drei Jahre später stellte der 1954 gegründete Strumpfhersteller Chiarello seine Produktion ein, und 2008 verschwand mit der seit 1876 bestehenden Firma Wuhrmann & Co. die letzte Vertreterin der Zigarrenindustrie. Der stark wachsende Dienstleistungssektor machte den Abbau von Industriearbeitsplätzen weitgehend wett.

### Tourismus und Gesundheitswesen
Aufgrund der Nutzung der Sole, die als Nebenprodukt der Rheinsalinen anfällt, besitzt der Tourismus in Rheinfelden seit Mitte des 19. Jahrhunderts einen hohen Stellenwert. Nach einer Krise in den 1960er Jahren wurde das Kurangebot grundlegend modernisiert. Es entwickelte sich weg von den klassischen, lang andauernden Solekuren und positioniert sich heute in den Bereichen Freizeit und Wellness, was überwiegend Kurzaufenthalter anspricht. Die touristischen Angebote werden von der Organisation Tourismus Rheinfelden koordiniert, die 1995 an die Stelle des bisherigen Kurvereins trat. Von den ursprünglichen Kurhotels bestehen das Eden und der Schützen bis heute, während das Park-Hotel 1978 im Ostflügel des zwischenzeitlich geschlossenen Grand Hôtel des Salines eröffnet wurde. Das 1973 in Betrieb genommene Sole-Hallenbad wurde 1999 um das Wellness-Zentrum Sole Uno erweitert und konnte dadurch die jährliche Besucherzahl auf über 450'000 steigern.
Rheinfelden entwickelte sich ab den 1980er Jahren zu einem Zentrum des Gesundheitswesens, mit Schwerpunkt in den Bereichen Therapie und Rehabilitation. Das frühere Sanatorium wandelte sich zur Reha Rheinfelden und ist auf Neurologie, Orthopädie und Rheumatologie spezialisiert. Die Klinik Schützen, die dem gleichnamigen Hotel angeschlossen ist, behandelt psychosomatische Leiden und bietet Psychotherapien an. Dem Park-Hotel angegliedert ist die Salina Rehaklinik. Im Westflügel des früheren Grand Hôtel ist Alta Aesthetica domiziliert, eine gehobene Privatklinik für ästhetische Chirurgie und Zahnmedizin. Die medizinische Grundversorgung der Bevölkerung des Bezirks wird vom seit 1911 bestehenden Spital Rheinfelden sichergestellt. Diese fünf Betriebe sind in der Interessengemeinschaft Rheinfelden medical zusammengeschlossen. Im Jahr 2014 leisteten sie zusammen rund 200'000 Pflegetage. Dabei behandelten sie über 10'000 Patienten stationär und weitere 55'000 ambulant. Zusammen boten die Kliniken 2000 Arbeitsplätze an, was einem Anteil von fast einem Drittel aller Beschäftigten in Rheinfelden entspricht. Der Gesundheitsbereich ist somit die bedeutendste Wirtschaftsbranche.

## Verkehr

### Strassennetz und Brücken
Durch Rheinfelden verläuft die Hauptstrasse 3/7 zwischen Basel und Zürich bzw. Winterthur. Von dieser zweigt die überregionale Verbindung Hauptstrasse 541 ab, die über Magden nach Gelterkinden führt. Dem südlichen Stadtrand entlang verläuft die im Juni 1966 eröffnete Autobahn A3, die Anschlussstelle befindet sich an der Strasse nach Magden. Nahe der westlichen Stadtgrenze zu Kaiseraugst zweigt seit 2006 die Autobahn A861 ab. Dabei handelt es sich um eine 4,6 Kilometer lange Querspange, die den Rhein überquert und auf deutscher Seite eine Verbindung zur A98 beim Autobahndreieck Hochrhein herstellt.
Die Alte Rheinbrücke nach Rheinfelden (Baden) ist seit dem späten 12. Jahrhundert urkundlich nachweisbar und wurde im Laufe ihrer Geschichte mehrmals zerstört und wieder aufgebaut, letztmals 1912. Das heutige, von Robert Maillart entworfene Bauwerk ist eine Bogenbrücke aus Stahlbeton, die seit 2008 für den motorisierten Individualverkehr gesperrt ist. Grund für die Sperrung ist die neue Rheinfelder Brücke der grenzüberschreitenden Autobahn, die auch den lokalen Verkehr aufnimmt. Seit 1898 bestand beim alten Kraftwerk eine Brücke für Fussgänger und Radfahrer. Diese wurde 2010 durch eine neue Brücke beim neuen Kraftwerk ersetzt. Die Altstadt ist zu einem grossen Teil autofrei.

### Öffentlicher Verkehr

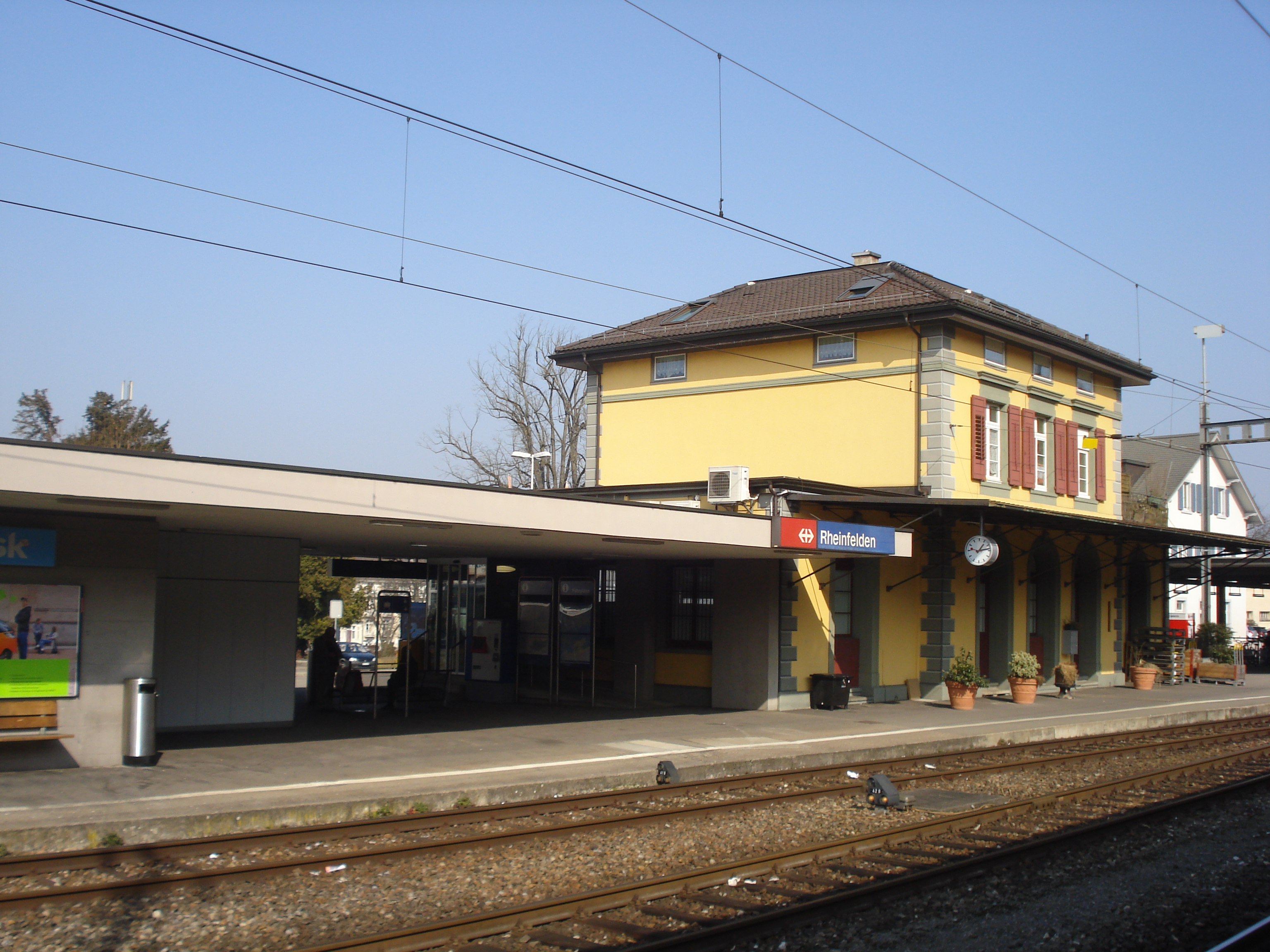
Bahnhof Rheinfelden

Der Bahnhof Rheinfelden liegt an der 1875 eröffneten Bözbergstrecke zwischen Basel und Zürich. Im Halbstundentakt verkehrt die Linie S1 der S-Bahn Basel von Basel SBB nach Frick bzw. Laufenburg. Stündlich halten Züge von Basel SBB nach Zürich HB bzw. Zürich Flughafen. Seit dem Fahrplanwechsel im Dezember 2008 bedienen die S-Bahn-Züge einen weiteren Haltepunkt im Augartenquartier.
Das öffentliche Verkehrsnetz ist Teil des Tarifverbundes Nordwestschweiz (TNW), der die gesamte Grossregion Basel umfasst. Der Bahnhof ist Endpunkt mehrerer Buslinien: Drei Postautolinien verbinden ihn mit Gelterkinden, Kaiseraugst und mit dem Bata Park in Möhlin, hinzu kommt eine Postauto-Ortsbuslinie zwischen dem Augartenquartier und der Alten Saline. An Wochenenden verkehrt eine Nacht-S-Bahn von Basel durch das Fricktal nach Brugg sowie ein Nachtbus von Rheinfelden nach Gelterkinden. Ein weiteres Angebot ist der Stadtbus Rheinfelden der Gesellschaft Südbadenbus, der das schweizerische Rheinfelden über die Alte Rheinbrücke mit dem deutschen Rheinfelden verbindet.
Ab Rheinfelden ist der Rhein bis zur Nordsee schiffbar. Nach Basel verkehren von April bis Oktober Ausflugsschiffe der Basler Personenschifffahrt.

### Radverkehr
Der Südschwarzwald-Radweg führt als Rundweg von Hinterzarten über Waldshut-Tiengen, Basel und Freiburg und durchquert dabei Rheinfelden.

## Bildung
Als Regionalzentrum des unteren Fricktals besitzt Rheinfelden ein gut ausgebautes Bildungsangebot. Die vom Volk gewählte Schulpflege trägt die Verantwortung für die ordentliche Erfüllung sämtlicher Aufgaben der Volksschule und ist primär auf strategischer Ebene tätig. Für operative Aufgaben setzt sie Schulleitungen ein, welche die pädagogische, personelle und administrative Leitung im Rahmen der ihr übertragenen Kompetenzen übernehmen. In Rheinfelden gibt es zwölf Kindergärten und fünf Schulhäuser (Augarten, Hugenfeld, Robersten, Schützenmatt und das ehemalige «Mädchenschulhaus»). Es werden sämtliche Stufen der obligatorischen Volksschule unterrichtet, bestehend aus der Primarschule bis zum 6. Schuljahr sowie – je nach Leistungsvermögen – der Realschule, der Sekundarschule und der Bezirksschule bis zum 9. Schuljahr. Ausserdem werden eine Heilpädagogische Sonderschule und eine Musikschule geführt. In die Zuständigkeit des Kantons fällt das Berufsbildungszentrum Fricktal, Standort der gewerblichen und kaufmännischen Berufsschule. Darüber hinaus existiert seit 2011 eine private internationale Schule mit zweisprachigem Unterricht (englisch/deutsch). Aufgrund einer Vereinbarung mit den Kantonen Basel-Stadt und Basel-Landschaft können Jugendliche aus Teilen des Fricktals die Gymnasien in Muttenz und Basel besuchen.
1223 wurde erstmals ein Schulmeister (scolasticus) der städtischen Schule urkundlich erwähnt, zuständig für den Unterricht war das fünf Jahre später gegründete Chorherrenstift. Über zwei Dutzend Rheinfelder studierten an der 1460 eröffneten Universität Basel, nach Einführung der Reformation in Basel war nur noch der Besuch katholischer Hochschulen erlaubt. Insbesondere zur Universität Freiburg im Breisgau bestanden enge Beziehungen: Als 1501 in Freiburg die Pest wütete, fanden zahlreiche Studenten und Professoren (darunter Ulrich Zasius) in Rheinfelden Zuflucht. Spätestens ab 1556 unterschied man zwischen lateinischer und deutscher Schule, die Einführung der allgemeinen Schulpflicht erfolgte 1756. 1812 gründeten Privatleute ein Gymnasium, das jedoch bereits nach einem Jahr scheiterte. Die Sekundarschule besteht seit 1831, die Bezirksschule seit 1835.
Bis spätestens 2029 soll das Fricktal eine eigene Kantonsschule erhalten. Als Standorte zur Wahl standen Frick, Stein und das Engerfeld in Rheinfelden. 2021 entschied sich der Grosse Rat für Stein.

## Kultur
Das Fricktaler Museum befasst sich mit der Geschichte des Fricktals im Allgemeinen und der Stadt Rheinfelden im Besonderen. Gezeigt werden archäologische Funde, Alltagsgegenstände und Handwerk der Ur- und Frühgeschichte, des Mittelalters und der Neuzeit, ebenso wird die Wohnkultur des 18. Jahrhunderts präsentiert. Die Sammlung wurde ab 1878 aufgebaut und fünf Jahre später von der Stadt übernommen. Untergebracht ist das Museum seit 1934 im Haus zur Sonne an der Marktgasse.

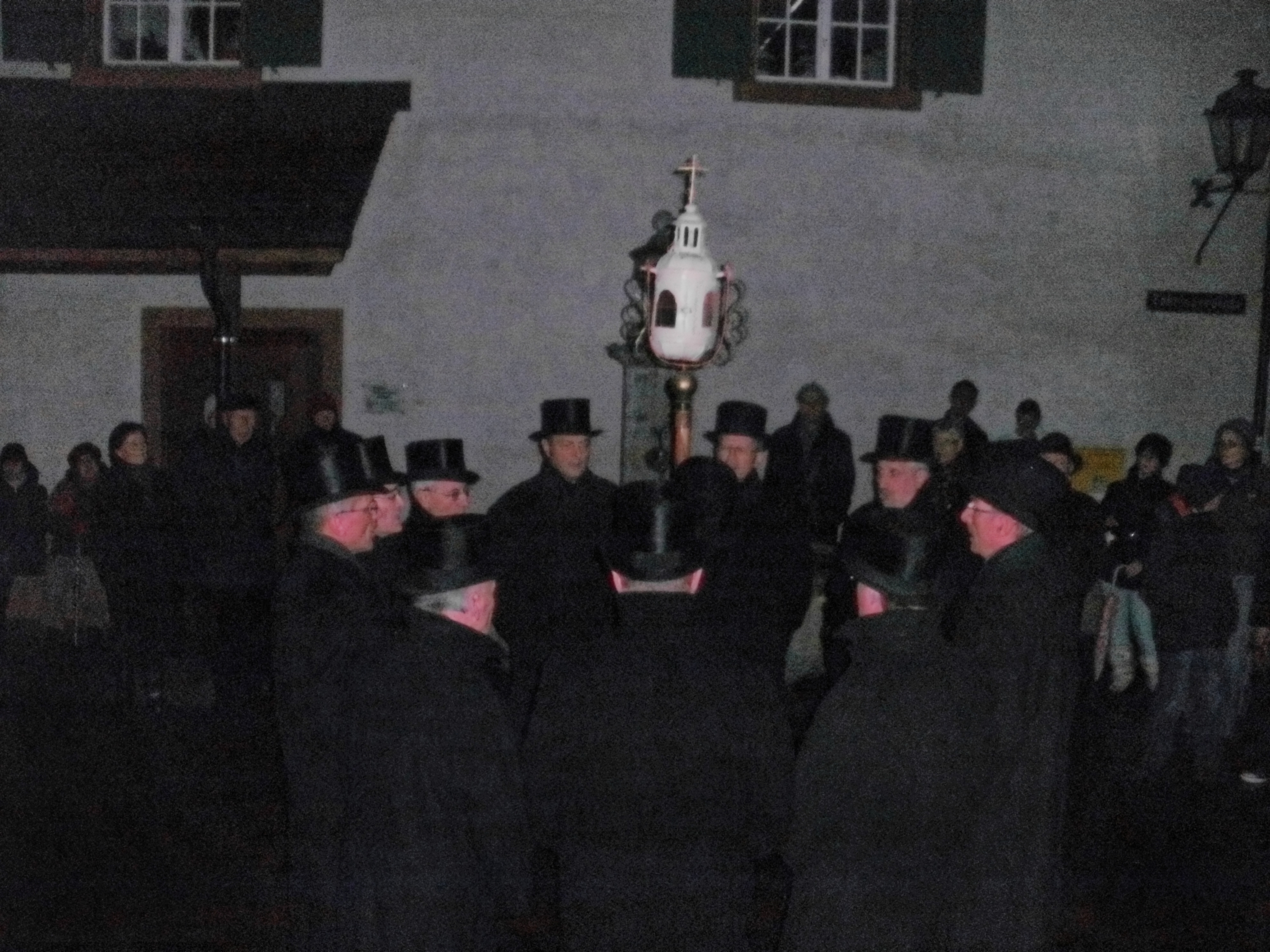
Brunnensingen

Ebenfalls an der Marktgasse befindet sich im Haus zum Salmen die Stadtbibliothek. Zusammen mit der Mediothek in Rheinfelden (Baden) existiert ein Medienverbund: Jeder Benutzer ist berechtigt, in beiden Bibliotheken auszuleihen. Grössere kulturelle Veranstaltungen finden überwiegend im «Bahnhofsaal» in der Nähe des Bahnhofs statt, der bis zu 1400 Personen Platz bietet. Ein weiterer kultureller Veranstaltungsort ist die ehemalige Kapuzinerkirche mit Platz für 300 Personen. Der Musiksaal der ehemaligen Kurbrunnenanlage wird für Konzerte genutzt.
Ein jahrhundertealter Brauch ist das «Brunnensingen», das von der 1541 gegründeten Sebastianibruderschaft durchgeführt wird. Jeweils spätabends am 24. Dezember ziehen zwölf schwarz gekleidete Männer mit einer Laterne durch die verdunkelte Altstadt und stimmen an sechs Brunnen ein Weihnachtslied an. Das Ritual wiederholt sich am 31. Dezember mit einem Neujahrslied. Eine lange Tradition hat die Fasnacht. Aufzeichnungen belegen, dass bereits 1599 ein Umzug stattfand. Nachdem der Brauch in den 1960er Jahren etwas in den Hintergrund geraten war, wurde 1973 die «Fasnachtsgesellschaft Rheinfelden» gegründet, die seither die verschiedenen Aktivitäten koordiniert. Höhepunkt der Fasnacht ist neben verschiedenen Maskenbällen der grenzüberschreitende Umzug am Sonntag zwischen Schmutzigem Donnerstag und Aschermittwoch. Anlässlich des «Adventsfunkelns» wird alljährlich die traditionelle Weihnachtsbeleuchtung der Altstadt mit Illuminationen vom Inseli (Rheininsel) bis zum Stadtpark eingeweiht.
Als inoffizielle Hymne der Stadt existiert seit den 1940er-Jahren das Rheinfelder Lied, welches von Ernst Broechin über einen Text von Hans Blum aus dem Jahr 1885 komponiert wurde.

## Sport
Auf dem Kieshübelhof (zwischen der Siedlung Augarten und dem Feldschlösschen-Areal gelegen) betreibt der Golfclub Rheinfelden seit 2008 einen 9-Loch-Golfplatz; zur Anlage gehört auch eine zehn Jahre zuvor eröffnete Driving Range. Das KuBa-Freizeitcenter umfasst zwei Kunsteisbahnen (davon eine überdacht), ein Strandbad am Rheinufer und zwei weitere Schwimmbecken. Von den Sportvereinen Rheinfeldens ist keiner mit einer Mannschaft in höheren Ligen vertreten.
Am 12. Juli 1955 führte die Tour de France 1955 in der 6. Etappe von Colmar nach Zürich durch Rheinfelden.

## Persönlichkeiten

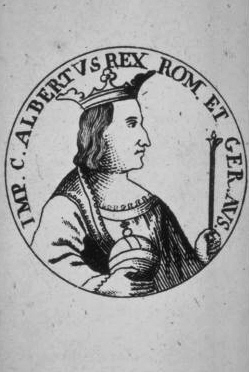
Albrecht I. (Nachzeichnung eines Münzporträts)

- Albrecht I. von Habsburg (1255–1308), König des Heiligen Römischen Reiches
- Rudolf von Rheinfelden (1025–1080), Herzog von Schwaben und deutscher Gegenkönig
- Guta von Habsburg (1271–1297), Königin von Böhmen
- Rudolf II. (1270–1290), Herzog von Österreich und Steiermark
- Hartmann von Habsburg (1263–1281), Graf von Habsburg
- Katharina von Habsburg (1256–1282), Herzogin von Niederbayern
- Jakob Sprenger (1435–1495), Dominikaner, Gelehrter, Autor und Inquisitor
- Hans Blum (1841–1910), Dichter, Historiker, Politiker und Unternehmer
- Ernst Broechin (1894–1965), Komponist, Musiklehrer und Historiker
- Hans Ulrich Bühler (um 1590–1640), Maler in Würzburg
- Ignatius Eggs (1618–1702), Kapuzinerpater und Forschungsreisender
- Richard Eggs (1621–1659), Jesuitenpater und Professor
- Johann Karl Fetzer (1768–1847), Politiker
- Johann Isaak Freitag (1682–1734), Holzbildhauer
- Karl Schröter (1826–1886), christkatholischer Geistlicher
- Hans Glinz (1913–2008), Sprachwissenschaftler und Germanist
- Gustav Kalenbach-Schröter (1821–1901), Maler, Zeichner und Zeichenlehrer
- Nanette Kalenbach-Schröter (1831–1917), Oberarbeitslehrerin, Zeitungsverlegerin und Publizistin
- Fridolin Kopp (1691–1757), Fürstabt von Muri
- Jérôme Kym (* 2003), Tennisspieler
- Mathilde Lejeune-Jehle (1885–1967), Pazifistin und Bildungspolitikerin
- Ueli Mäder (* 1951), Soziologe und Politiker, wohnt hier
- Ernst Erhard Müller (1921–2010), Professor für deutsche Sprachwissenschaft
- Fritz-René Müller (* 1939), christkatholischer Bischof
- Ernst Münch (1798–1841), Historiker und Bibliothekar
- Annemarie Pieper (1941–2024), deutsche Philosophin, wohnte hier
- Jacob Christoph Rad (1799–1871), Erfinder des Würfelzuckers
- Ivan Rakitić (* 1988), Fussballspieler
- Sabine Schädler (* 1980), Musicaldarstellerin und Schauspielerin
- Dominik Schmid (* 1998), Fussballspieler
- René Sommer (* 1954), Lyriker
- Jakob Sprenger (1435–1495), Inquisitor
- Meinrad Troger (1696–1764), Fürstabt von St. Blasien
- Charles Tschopp (1899–1982), Schriftsteller
- Alexander Ursenbacher (* 1996), Snookerspieler
- Hans A. Wüthrich (* 1956), Managementprofessor